# M1 Abrams
M1 «А́брамс» (англ. M1 Abrams) — основний бойовий танк третього покоління виробництва Сполучених Штатів. Танк названо на честь генерала Крейтона Абрамса, колишнього начальника штабу Армії США і командувача збройними силами США у В'єтнамі з 1968 по 1972 рік.
M1 «Абрамс» є добре озброєною, броньованою, мобільною бойовою машиною, розрахованою на ведення бойових дій у різних умовах сучасних війн та збройних конфліктів. Важливими особливостями танка є застосування потужних газотурбінних двигунів (що працюють на паливі для реактивних двигунів JP-8), обладнання багатошаровою протиснарядною композитною бронею, окреме зберігання боєприпасів в ізольованому капсульному відсіку для відокремлення членів екіпажу з-під удару у випадку влучення снаряда в танк. З вагою, яка коливається залежно від модифікації танка: М1А1 — 54 т, М1А2 SEPv3 — до 66,8 т, «Абрамс» є одним з найважчих танків, що знаходяться в експлуатації на початку XXI століття.
M1 «Абрамс» надходить на озброєння армії США з 1980 року, замінивши основний бойовий танк M60, озброєний 105-мм гарматою. Цей танк, однак, служив протягом майже десятиліття одночасно з покращеною модифікацією M60A3, який був введений в експлуатацію в 1978 році. M1 залишається основним бойовим танком Сполучених Штатів (перебуває на озброєнні армії та корпусу морської піхоти США), а також армій Єгипту, Кувейту, Саудівської Аравії, Австралії, Іраку, а з 2023 року — України. У США передбачається продовжити термін служби танка до 2050 року (це приблизно 70 років після його прийняття).
На озброєння надходили три основні версії M1 Abrams: M1, M1A1 і M1A2, які відрізнялися варіантами поліпшення озброєння, систем захисту та електроніки. Ці удосконалення, а також періодичні модернізації танків старого покоління дозволили тривалий час залишати даний бойовий танк на озброєнні військових формувань. Танки модернізуються за програмами SEP.

## Історія

### Історія створення і виробництва

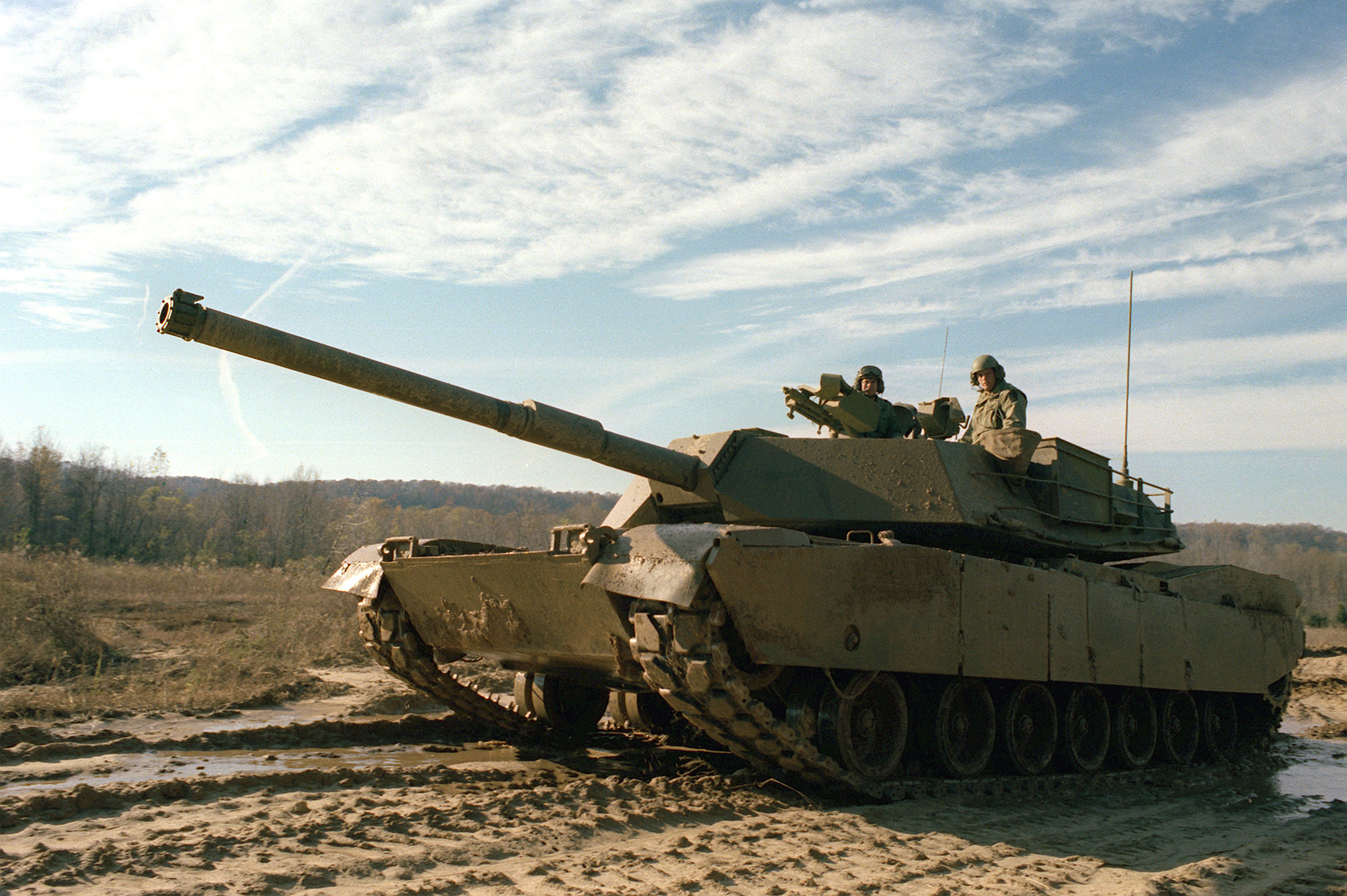
XM1 «Абрамс», під час демонстраційних випробувань у Форт-Ноксі, штат Кентуккі, в 1979 році

Перша спроба замінити застарілий M60 танком MBT-70, що був розроблений у співпраці з ФРН, була здійснена в 1960-х роках. MBT-70 був дуже амбіційний, в його розробку було закладено багато інноваційних ідей, які врешті-решт виявилися неуспішними. Після фактичного провалу цього проєкту, армія США представила спрощений варіант танка — XM803. Цей проєкт також виявився дуже дорогим у виробництві й мав схожі з M60 спроможності. До того ж, не виправдала себе концепція низькобалістичної гармати—пускової установки для протитанкових ракет, що планувалася для встановлення на танках MBT-70/XM803.
Конгрес США скасував фінансування розробки MBT-70 в листопаді та XM803 у грудні 1971, і перерозподілив кошти на дослідницькі роботи за новим проєктом XM815, пізніше перейменованим на XM1 «Абрамс» на честь генерала Крейтона Абрамса. Для зниження технологічного ризику новий танк вирішено було робити за класичною схемою з екіпажем з 4 чоловік і з гарматою високої балістики як основним озброєнням. На роль останньої розглядалися нарізна 105-мм гармата M68, британська нарізна 110-мм і німецька гладкоствольна 120-мм гармати. 110-мм гармату відхилили відразу, тому що вона не мала істотної переваги над 105-мм. Варіант з 120-мм порахували ризикованим, тому було вирішено залишити гармату М68 з можливістю подальшій заміни на 120-мм гармату. У 1976 році на розгляд комісії для порівняння з танком Leopard 2 компаніями Chrysler Defense і General Motors були представлені перші прототипи нового танка, озброєного поліпшеною ліцензійною версією британської 105-мм нарізної танкової гармати Royal Ordnance L7. За висновком комісії газотурбінні двигуни компанії Chrysler Defense були обрані для подальшого встановлення на M1, через те, що Chrysler мав значний досвід проєктування турбінних двигунів для наземних транспортних засобів починаючи з 1950-х років.
У 1979—1985 рр. були виготовлені 3273 одиниці M1 «Абрамс», перший з яких надійшов на озброєння армії США у 1980 році. Танк був озброєний ліцензійною версією британської 105-мм нарізної танкової гармати Royal Ordnance L7. У 1984 році була запущена у виробництво покращена модифікація під абревіатурою M1IP, що мала незначну модернізацію.
Близько 6000 одиниць танків версії M1A1 «Абрамс», вироблених у 1986—1992, були переозброєні 120-мм гладкоствольною гарматою М256, яка була розроблена німецькою фірмою Rheinmetall AG для Leopard 2. Ці танки також мали поліпшену броню і системи захисту від зброї масового ураження.
У 1990 році проєкт нагляду за урядом у своїй доповіді піддав критиці танк M1 у зв'язку з його високою вартістю, низькою ефективністю та надмірним споживання палива, порівняно з іншими танками аналогічного типу та ефективності, такими як «Леопард-2». Доповідь ґрунтувалась на даних з джерел армії США і Конгресу.

### Війна в Перській затоці

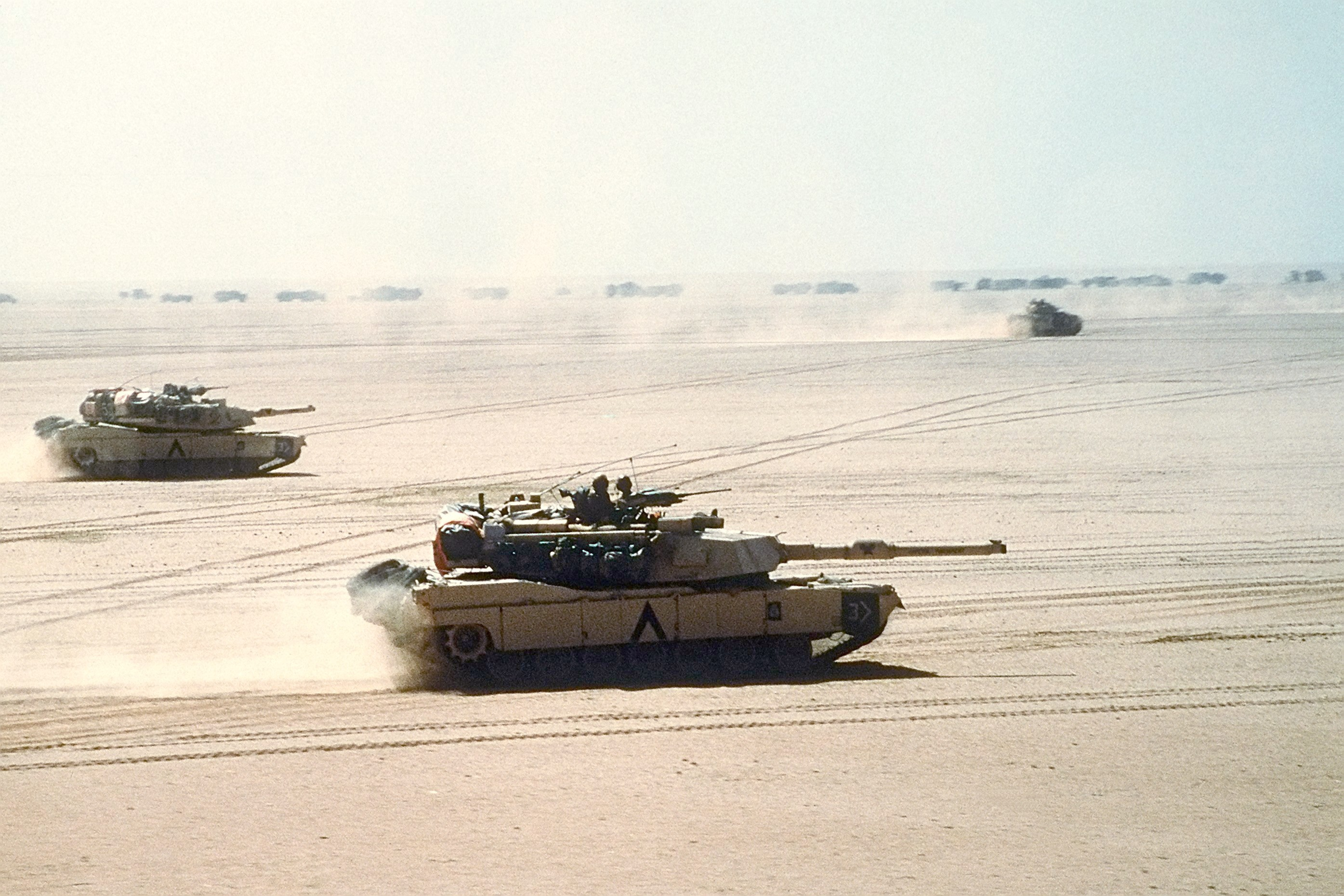
«Абрамс» у наступі під час війни в Перській затоці. На задньому плані можна побачити БМП М2 «Бредлі» та колону логістики

З часу введення «Абрамсів» в експлуатацію в 1980-х роках, вони діяли поруч з M60A3 в рамках проведення військових навчань зі збройними силами держав НАТО, в численних військових навчаннях періоду «Холодної війни». Ці тренування звичайно проводилися в Західній Європі, особливо в Західній Німеччині, але і в деяких інших країнах, таких як Південна Корея. Під час такої підготовки екіпажі «Абрамсів» відточували навички дій у бойових умовах проти Збройних сил Радянського Союзу. Однак, у 1991 році СРСР розвалився і «Абрамс» пройшов випробування вогнем на Близькому Сході.
«Абрамс» залишався неперевіреним в бою до війни в Перській затоці в 1991 році. У сукупності 1848 M1A1 були розгорнуті в Саудівській Аравії. M1A1 значно перевершував іракські танки радянського виробництва Т-55 і Т-62, а також радянські Т-72 іракської збірки, і танки місцевого виробництва (Асад Бабіл). На Т-72, що були поставлені на експорт до Іраку, як і на більшості радянських експортних танків, не було систем нічного бачення, а також сучасних далекомірів, хоча вони здійснили низку нічних танкових атак із застосуванням застарілих інфрачервоних приладів та прожекторів підсвічення. У цілому 23 M1A1 були знищені або сильно пошкоджені протягом війни. Деякі танки отримали незначні пошкодження внаслідок ведення бойових дій, що незначною мірою вплинуло на їхню боєздатність. Дуже мало танків M1 постраждали від вогню противника, і був лише один смертельний випадок, водночас із незначною кількістю поранених в результаті цього.

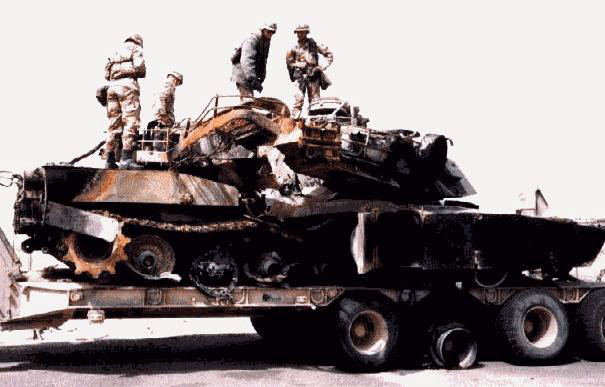
M1A1 «Абрамс», знищений під час звільнення Кувейту. 1991

M1A1 були здатні завдавати ураження противнику на відстанях понад 2 500 метрів. Ця відстань мала вирішальне значення в боротьбі проти танків радянського виробництва в ході операції «Буря в пустелі», тому що ефективна дальність стрільби гармат у радянських/іракських танків була меншою, ніж 2 000 метрів (іракські танки не могли вести вогонь протитанковими ракетами, як і їхні радянські аналоги). Це означало, що танки «Абрамс» могли вразити іракські танки, перш ніж ворог наближався на загрозливу відстань — вирішальна перевага в цьому виді боротьби. В інцидентах, пов'язаних з так званим дружнім вогнем, лобова броня корпусу танка й лобове бронювання башти витримували пряме влучення з інших M1A1. Однак, бронювання бортів та корми танка не витримувало прямого влучення підкаліберним снарядом з сердечником, виготовленим з збідненого урану, і таке трапилося щонайменше двічі під час битви за Норфолк.
Згідно з даними урядового звіту, всього в цьому театрі бойових дій станом на лютий 1991 року перебувало 3113 танків «Абрамс», із них 2024 — у зоні бойових дій, а 1089 — у резерві.

### Подальший розвиток танка після війни в Перській затоці

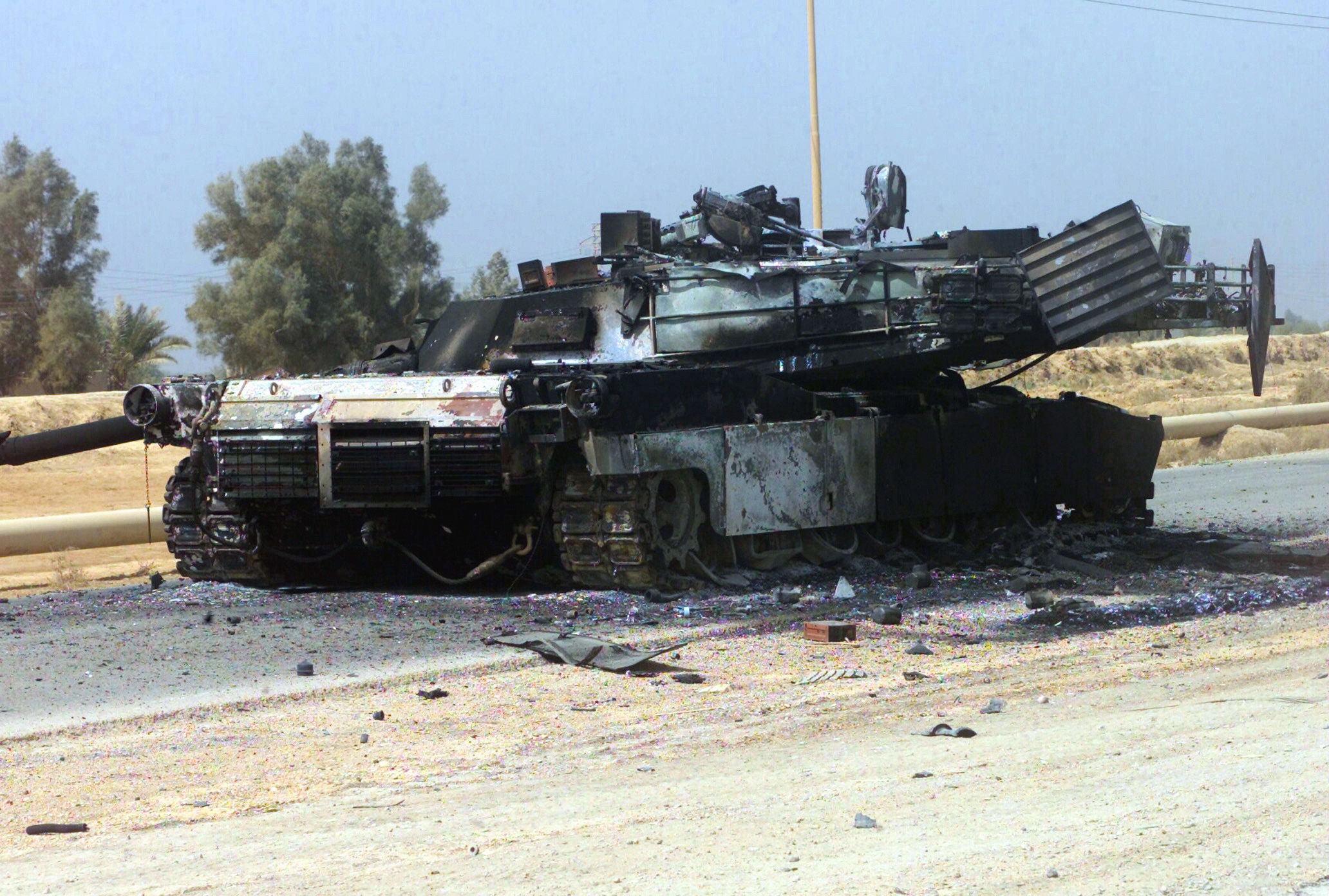
M1A1 знищений у ході бойових дій в Іраку. Район Багдада. 5 квітня 2003

M1A2 став подальшою модифікацією M1A1 з встановленням окремого тепловізійного приладу нічного бачення для командира танка, системи керування вогнем, навігаційної системи визначення позиції, цифрової шини даних і інтерфейсного блоку. Удосконалений пакет SEP (вдосконалений системний пакет), встановлений на M1A2, додав можливості оперувати з цифровими картами, комунікаційна платформа FBCB2 та поліпшена система охолодження бойового відділення танка для компенсації тепловиділення додаткових комп'ютерних систем.
Подальші вдосконалення бойової машини включали влаштування бронювання зі збідненого урану для всіх варіантів танка, у тому числі капітальний ремонт танків попередніх версій М1А1 до стандартів M1A1 AIM, цифровий пакет на A1 (M1A1D), стандартизація частини між армією США та Корпусом морської піхоти (M1A1HC) та електронні оновлення для А2 (M1A2 SEP).
Під час проведення операцій «Щит пустелі» та «Буря в пустелі», а також миротворчої операції в Боснії, на деяких M1A1 було змінене бронювання. M1 також, у разі необхідності, може бути оснащений обладнанням мінного тралу та мінними котками для розмінування місцевості. Шасі M1 послугувало основою для мостоукладальника M104 Wolverine для влаштування мостів.
Близько 9000 танків типу М1 і М1А1 були поставлені на озброєння на суму US $ 4,30 млн за одиницю, залежно від варіанта.

### Війна в Іраку

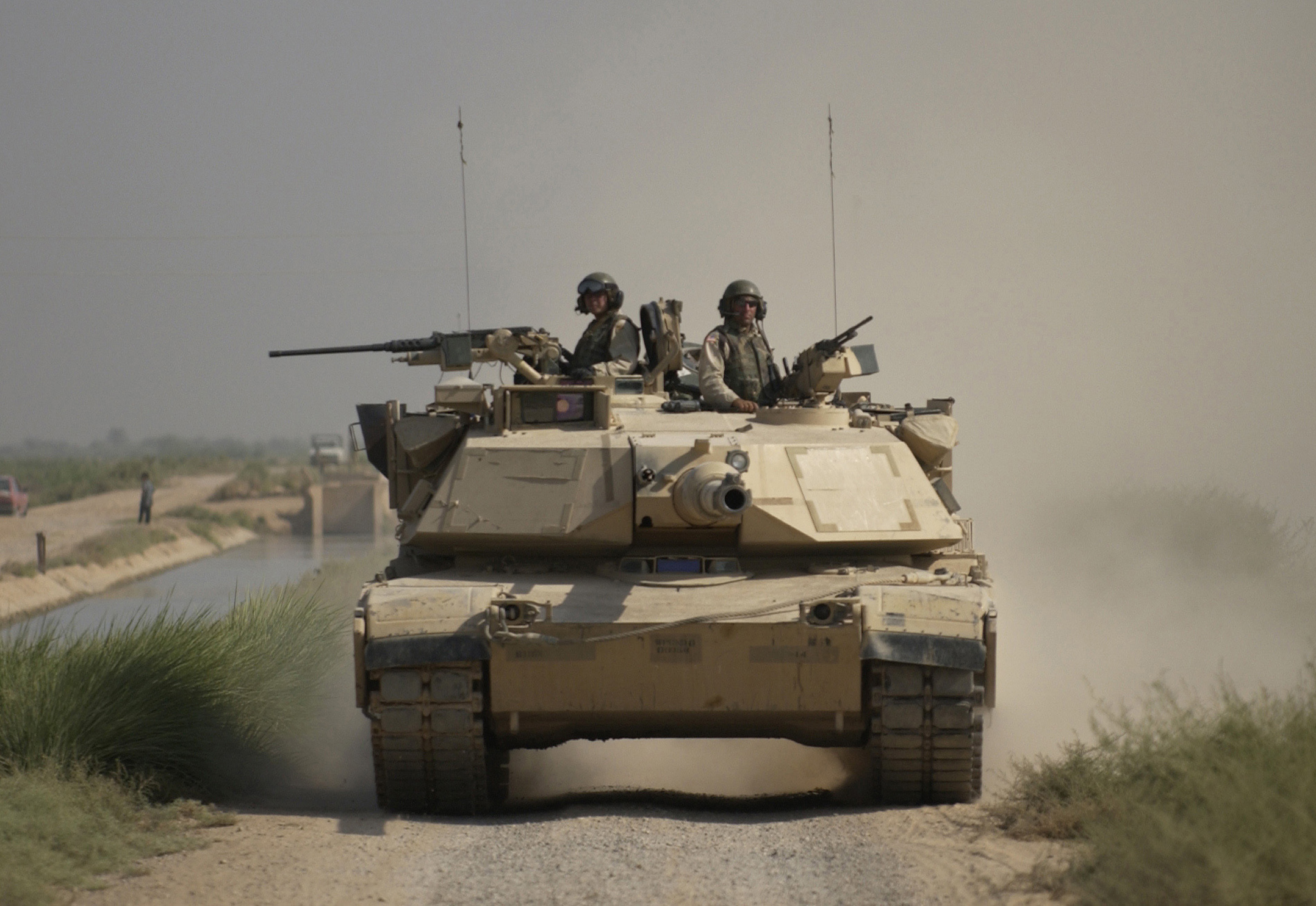
M1A1 веде розвідку в Іраку у вересні 2004 року

Наступного досвіду застосування в бойових умовах танки М1 «Абрамс» набули в 2003 році, коли американські війська вторглися до Іраку і повалили іракського лідера Саддама Хусейна. За станом на березень 2005 року, близько 80 танків Abrams були виведені зі строю внаслідок ворожих атак. Водночас, під час вторгнення в Ірак жоден член екіпажу «Абрамс» не був безповоротно втрачений від ворожого вогню, хоча декілька членів екіпажу танків пізніше загинуло внаслідок підриву придорожніх бомб у ході окупації.
Найзначнішим досягненням M1A2 стало знищення сімох танків Т-72 «Лев Вавилону» у сутичці, що трапилася майже впритул (46 м), поблизу міста Махмудія, приблизно за 30 км на південь від Багдада, без втрат для американської сторони. На додаток до застосування важкого озброєння «Абрамс», деякі екіпажі також застосували переносні одноразові протитанкові гармати M136 AT4 в умовах ведення вуличного бою в тісних міських кварталах, де танкова гармата не могла бути пущена в хід.
Після отриманих уроків у «Бурі в пустелі», «Абрамси» і багато інших транспортних засобів озброєння США, що використовуються в ході конфлікту, були оснащені спеціальними бойовими ідентифікаційними панелями, щоб зменшити випадки ураження своєї техніки від «дружнього вогню». Панелі були встановлені з боків та на задній частині башти. Деякі «Абрамс» були також оснащені додатковими контейнерами на задній частині башти для членів екіпажу, які могли транспортувати більше предметів спорядження та особистих речей.
Кілька «Абрамсів» через безповоротну втрату ними рухливості та інші обставини, були знищені своїми військами, щоб запобігти їхньому захопленню противником, здебільшого, іншими «Абрамсами», які часто виявляли, що це дуже важко виконати, попри їхню вогневу міць.
Більшість «Абрамсів», що була знищена або пошкоджена під час вторгнення, постраждала від застосованої іракськими піхотинцями малої протитанкової зброї, коли вони атакували американські танки із засідки з малих відстаней, застосовуючи РПГ та цілячись у траки, тильну частину та дах танка. Решта танків, що була виведені з ладу, в основному постраждала від дії саморобних вибухових пристроїв (СВП).
Через значну вразливість танків у міських боях, танки M1 Abrams були оснащені системою захисту танка в міських умовах, так звану TUSK (англ. Tank Urban Survival Kit). Система спрямована на підвищення боєздатності танка у веденні бою в міських умовах та встановлюється на тильну та бокові сторони бойової машини.

### Війна в Афганістані
Через складності застосування танків «Абрамс» на території гірської країни, якою є Афганістан, США мають обмежену кількість танків цього типу для ведення операцій, а саме, 14 танків М1А1 та 115 танкістів від Корпусу морської піхоти США діяли у південному Афганістані у провінціях Гільменд та Кандагар на кінець 2010.

### Російсько-українська війна
23 лютого 2024 року 47-ма бригада ЗС України вперше показала застосування танка «Абрамс». Танки взяли участь у боях біля села Бердичі на Авдіївському напрямку. 47 ОМБР застосувала танки за методикою швидкого нальоту, за якою танк має швидко виїхати в напрямку ворожих позицій, завдати вогневе ураження виявлених цілей та від'їхати назад. У кінці травня бригада поширила відео бойової роботи танка біля Авдіївськиого коксохімічного заводу.
26 лютого було втрачено перший «Абрамс»: один російський FPV-дрон влучив у моторне відділення, зупинивши танк, а другий уразив і підпалив боєкомплект у кормі башти. Екіпаж зміг залишити машину, що показало одну з переваг західної техніки над радянською, схильною до катастрофічної детонації боєкомплекту. Станом на травень 2024 відомо про втрату 5 танків цього типу, всі з яких на Донеччині.
Велика маса танка стала проблемою, оскільки евакуація 60—70-тонної машини з поля бою є дуже проблематичною.
25 серпня 2024 року M1A1 Abrams SA-UKR розстріляв скупчення російської піхоти на Покровському напрямку.
Відомо про застосування танків M1A1 SA Abrams та БМП M2A2 ODS-SA Bradley 47-ю ОМБР під час курської операції 2024 року.
28 жовтня 2024 року пресслужба 47 ОМБР «Маґура» опублікувала відео застосування БМП M2A2-ODS Bradley та танків M1 Abrams у Курській області. Завдяки злагодженим діям «Бредлі» та «Абрамсів» були захоплені позиції росіян у Курській області. Позиції росіян були обстріляні з основного озброєння БМП, яке складається з 25-мм автоматичної гармати та 120-мм гармат танків Abrams. Крім цього, для знищення російського укриття була випущена протитанкова ракета TOW-2, яка успішно вразила ціль.
Станом на 19 липня 2025 року редактори Oryx Blog знайшли фото чи відео підтвердження безповоротної втрати Україною 11 танків M1A1 SA «Абрамс»: 10 знищено та 1 захоплено російськими військовими, ще 10 танків було покинуто українськими військовими (поточний стан покинутих машин невідомий). Також в боях було втрачено 2 інженерні машини на базі «Абрамса» M1150.

### Перспективи подальшого застосування
Гусеничні легкі танки M8 було задумано як можливе доповнення для танків «Абрамс» для застосування техніки в конфліктах малої інтенсивності на початку 90-х. Прототипи були зроблені, але програма була закрита. 8-колісна бойова броньована машина M1128 була розроблена на додаток до «Абрамс» також для застосування військової техніки у збройних конфліктах низької інтенсивності й зараз він був введений в експлуатацію.
Спеціальна програма міністерства армії США «Future Combat Systems» проводила винаходження новітньої бойової системи XM1206, щоб замінити «Абрамси» у Збройних силах США і знаходилася в процесі розвитку, коли фінансування програми було скорочено з бюджету Міністерства оборони.
Розробка модифікації танка M1A3 «Абрамс» знаходиться в ранній стадії розробки в армії США.Командування армії планує створення прототипу до 2014 року і почати перші польові випробування M1A3 з 2017 року.
Танки M1A2 SEP з системою «TUSK» та модифіковані M1 «Абрамс» були включені в програму дослідження Ground Combat Vehicle (GCV). Армія США на основі вивчення результатів даної програми планує розробити сімейство нових бойових машин адаптованих до вимог ведення сучасного бою, що будуть поступово замінювати M1, а також багато іншої військової техніки армії США. Проте, керівництво армії вважає, що «Абрамси» зможуть залишатися на службі США до 2050 року.
Державний танковий завод в Лімі, штат Огайо, в наш час[коли?] виробляє «Абрамс», Детройтський «Арсенал-танковий завод» у Воррені, штат Мічиган виготовляв їх з 1982 по 1996 рік. Це коштує понад 5 млн дол. США за танк.
У вересні 2023 року Армія США оголосила, що скасувала запланований варіант M1A2 SEPv4 і замість цього спрямувала ресурси на новий варіант танка «Абрамс», названий M1E3.

## Опис конструкції

### Система захисту

#### Захисне фарбування

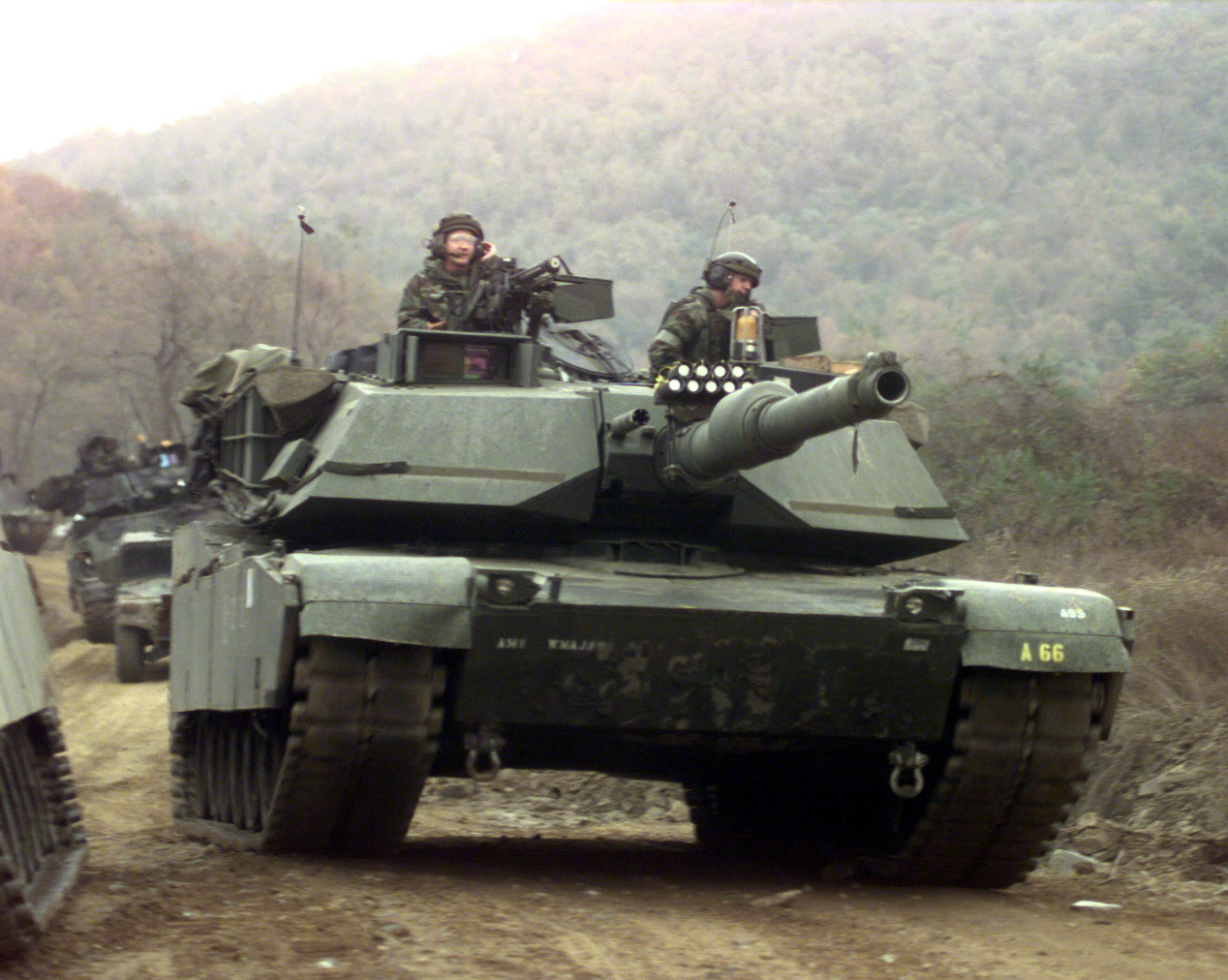
Група M1A1 в ході польових навчань в Республіці Корея в оригінальному заводському фарбуванні

На відміну від попередніх зразків американської військової техніки, що перебували на озброєнні американської армії з Другої світової до В'єтнамської війн, при фарбуванні бронетехніки використовувалася комбінація кольорів темного брунатно-зеленого відтінку, відомого, як «оливковий» (англ. Olive Drab — ніжно-оливковий колір) з великими білими зірками, які позначали належність до американських збройних сил, прототипи і перші зразки M1 (зі 105-мм гарматою) та М1-IP варіанти, використовують однотонний темно-зелений колір, та великі білі зірки, змінені на значно менші чорні позначки. Деякі підрозділи фарбували М1 звичайною 4-кольоровою схемою камуфляжного забарвлення, але у свою чергу, відповідно до вимог до цих танків, вони перефарбовувались у зелений колір. Тому, незважаючи на велику кількість моделей М1, що були пофарбовані у камуфляжані кольори, сьогодні їх мало або немає.
M1A1, озброєні 120-мм гарматою, надходили із заводу з типовим 3-кольоровим розфарбуванням, встановленим для техніки НАТО: чорний / темно-зелений колір/ темно-брунатний. Сьогодні M1A1 фарбуються у 3-кольоровій НАТОвській гамі. М1 і M1A1, що діяли у ході проведення «Бурі в пустелі» були поспішно перефарбовані у пустельні тони. Пізніше, деякі, але не всі з цих танків, були знову перефарбовані у свої «попередні» кольорові схеми. M1A2 побудований для країн Близького Сходу були пофарбовані в пустельні відтінки.
Деякі танки серії M1, що перебувають на службі в Іраку, були пофарбовані в колір засмаги, а деякі — ні. Запасні частини (котки, траки, броньові листи тощо) пофарбовані в загальноприйнятий зелений колір, що може іноді справляти враження, ніби транспортні засоби складаються з різнорідних частин.

#### Маскування
Башта танка обладнана двома шестиствольними пусковими установками димових гранат (Корпус морської піхоти на M1A1 використовує восьмиствольну версію). Димові установки можуть створювати густу димову завісу, яка блокує можливості бачити та спостерігати через засоби теплобачення. Двигун також оснащений генератором димопуску, який спрацьовує з місця механіка-водія. При активації, паливо розпилюється на колектор двигуна, створюючи густий дим. Однак, у зв'язку зі зміною з дизельного пального як основного палива на нові силові установки, які використовують JP-8, сьогодні ця система відключена в більшості «Абрамсів», тому що JP-8 створює підвищений ризик, що танк може загорітися при розпиленні палива на двигун.

#### Система активного захисту
На додаток до посиленої скомпонованої броні, деякі «Абрамси» оснащені активною системою захисту Softkill Active protection system, оснащеної комплексом AN/VLQ-6 (англ. Missile Countermeasure Device (MCD), які можуть перешкоджати функціонуванню систем наведення деяких на пів активних дротових та радіокерованих протитанкових ракетних систем, такі як радянські/російські 9К11 «Малютка», 9К111 «Фагот», 9К113 «Конкурс», 9К114 «Штурм» тощо, а також теплового та інфрачервоного наведення керованих ракет. Робота MCD заснована на випромінюванні інфрачервоного сигналу, щоб заплутати шукач ПТКР. Однак, недоліком системи активного захисту є те, що ПТКР не руйнується, просто втрачає курс польоту на намічену ціль, в результаті чого ракета вибухає в іншому місці. Цей пристрій встановлюється на даху башти перед люком навантажувача боєприпасів.

#### Броня

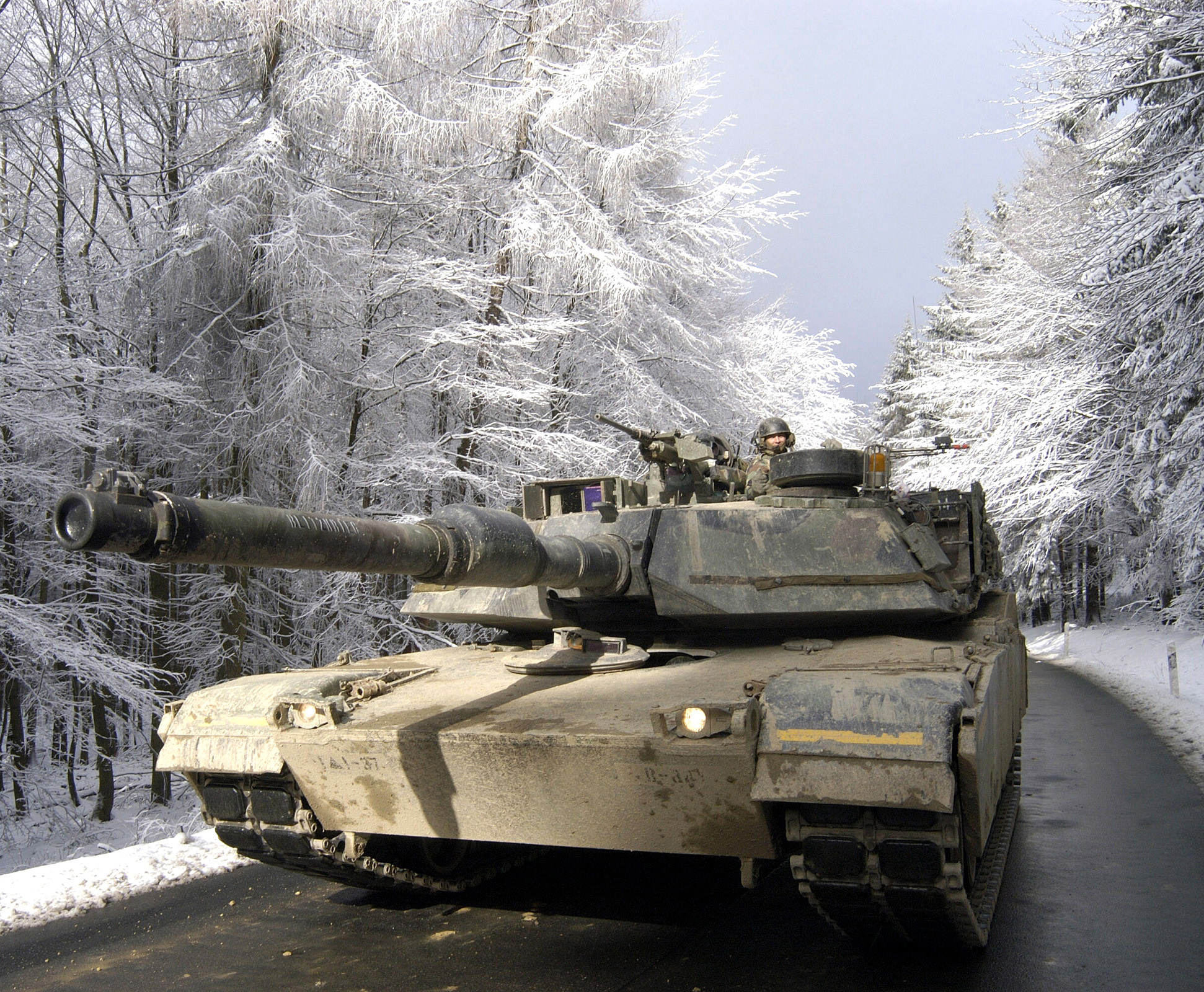
Танки M1A1 «Абрамс» на марші через гори Таунус північніше Франкфурта під час навчань у лютому 2005 року.

«Абрамс» захищений бронею, розробленою на основі британської розробки «Чобгем». «Чобгем» є композитною бронею, яка утворюється з декількох шарів різних сплавів броньової сталі, кераміки, пластичних композитів та кевлару, утворюючи за деякими оцінками еквівалент максимальної фронтальної броні башти 650 — 750 мм зі звичайної композитної броні проти кумулятивних боєприпасів та 500 — 550 мм проти бронебійних підкаліберних снарядів.
Він також може бути оснащений динамічним захистом над ходовою частиною, та за потреби елементами динамічного захисту над кормовою частиною бойової машини та паливними баками для захисту від протитанкових керованих ракет (ПТКР).
Захист від уламків здійснюється за допомогою шарів кевлару. Починаючи з 1987 року, танки M1A1 отримали поліпшенні бронепакети, які скомпоновані зі збідненого урану (ЗУ), які знаходяться в передній частині башти та передній частині корпусу. Броня, посилена таким чином, забезпечує значно більший захист у порівнянні з іншими типами засобів протитанкової зброї, але за рахунок збільшення маси танка. На той час вже було виготовлено майже 1,5 тисячі танків, й збіднений уран планували використати в наступних 3000 машин.
Збіднений уран був використаний у версіях A2 та новіших, також під час модернізації елементи бронезахисту зі збідненим ураном були встановлені на старіші моделі.
Проте, Сполучені Штати тримають у суворій таємниці бронезахист танків на озброєнні власної армії, тому на експорт танки отримують іншу броню. Навіть тоді, коли на експорт йдуть зняті зі зберігання машини, вони проходять процес капітального ремонту, під час його відбувається заміна елементів бронезахисту.
Перші танки M1A1, які отримали це оновлення, були дислоковані в Західній Німеччині, оскільки вони були першою лінією оборони проти Радянського Союзу на той час. Американські танкові батальйони, що брали участь в операції «Буря в пустелі» ужили надзвичайних заходів з метою модернізації своїх танків та оснащення їх бронею зі збідненим ураном безпосередньо перед початком кампанії. Танки M1A2 оснащувалися бронею зі збідненого урану, а всі танки M1A1, що перебували на дійсній службі, були оновлені до цього стандарту. У війні в Перській затоці, «Абрамс» зазнали декілька ударів з відносно близької відстані зі зброї іракських танків «Лев Вавилону» та ПТКР. Американські протитанкові снаряди M829A1 в результаті «дружнього вогню» не змогли пробити броню в передній і бічний частині (навіть з близької відстані), а також в інциденті, в якому «Абрамс» намагався знищити інший «Абрамс», що застряг в багнюці і довелося від цього відмовитися.

#### Система пожежогасіння
З метою запобігання пожежі у відсіку екіпажу, танк оснащений газовою системою гасіння пожежі, яка автоматично вмикається та гасить пожежу за секунди.
Паливо та боєприпаси бойової машини розташовані у броньованих відсіках з викидними панелями для захисту екіпажу від ризику детонування власних боєприпасів у випадку підбиття танка.

#### Tank Urban Survival Kit

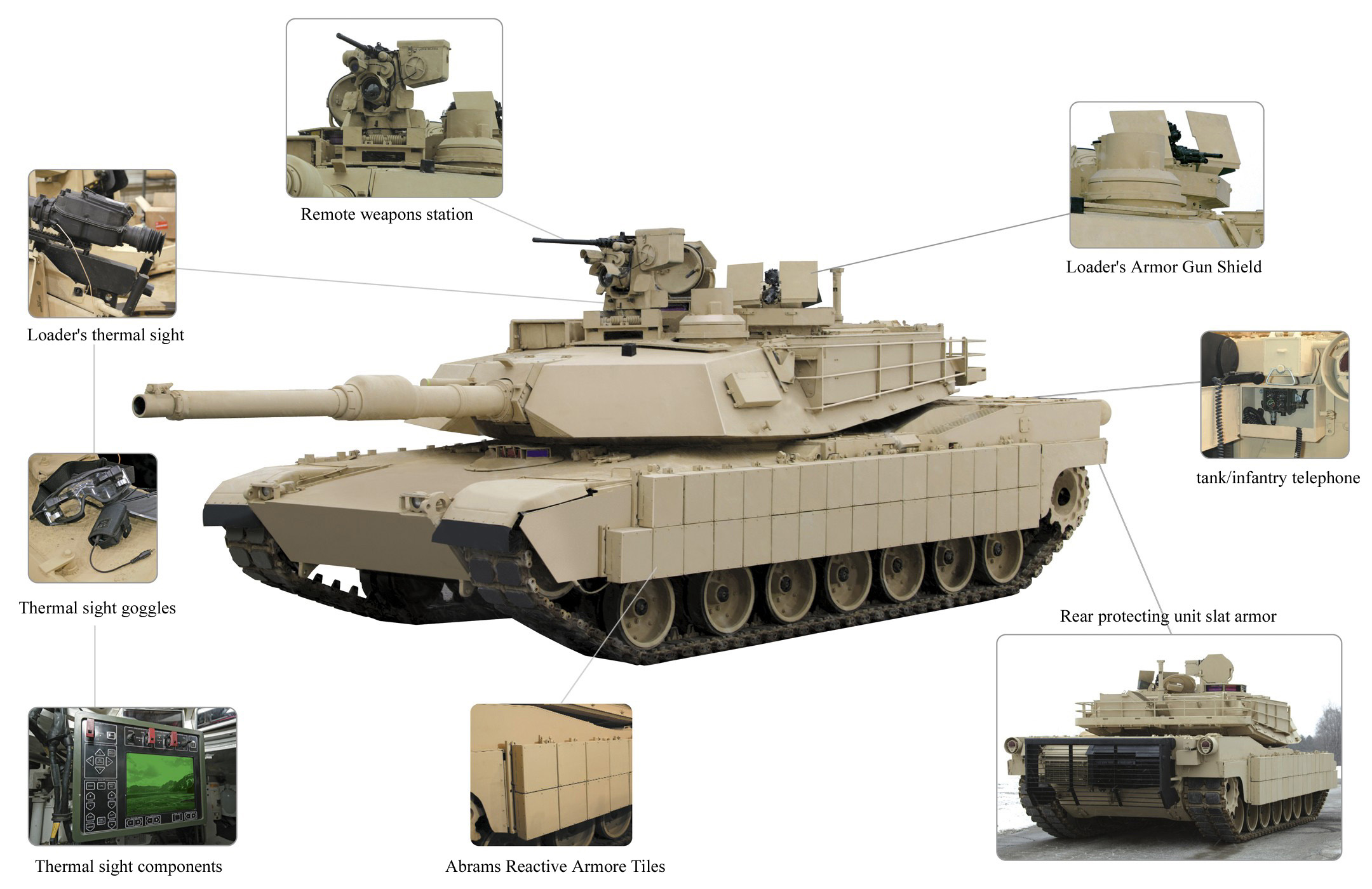
A M1A2 з TUSK

Для боїв в міських умовах з 2006 року використовується Tank Urban Survival Kit, TUSK (англ. «танковий комплект для виживання в місті»), оскільки в щільній забудові атаки можуть відбуватись з дуже коротких дистанцій та з різних напрямків, що робить будь-який танк дуже вразливим.
Для посилення захисту встановлюються динамічний захист ARAT (Abrams Reactive Armor Tile), який було розроблено на основі динамічного захисту BRAT для M2 Bradley. ARAT існує у двох основних варіаціях: M19 та M32, другий має форму опуклих плиток. Також встановлюють протикумулятивні решітки на кормі корпусу та башти. Навідник отримує кулемет із захисним щитком. Можливе встановлення великих прозорих щитків для командира та навідника або дистанційно керованого модуля з кулеметом.
Також встановлюється танковий телефон для зв'язку з піхотою, а для M1A1 ще додаткове тепловізійне обладнання.

### Озброєння

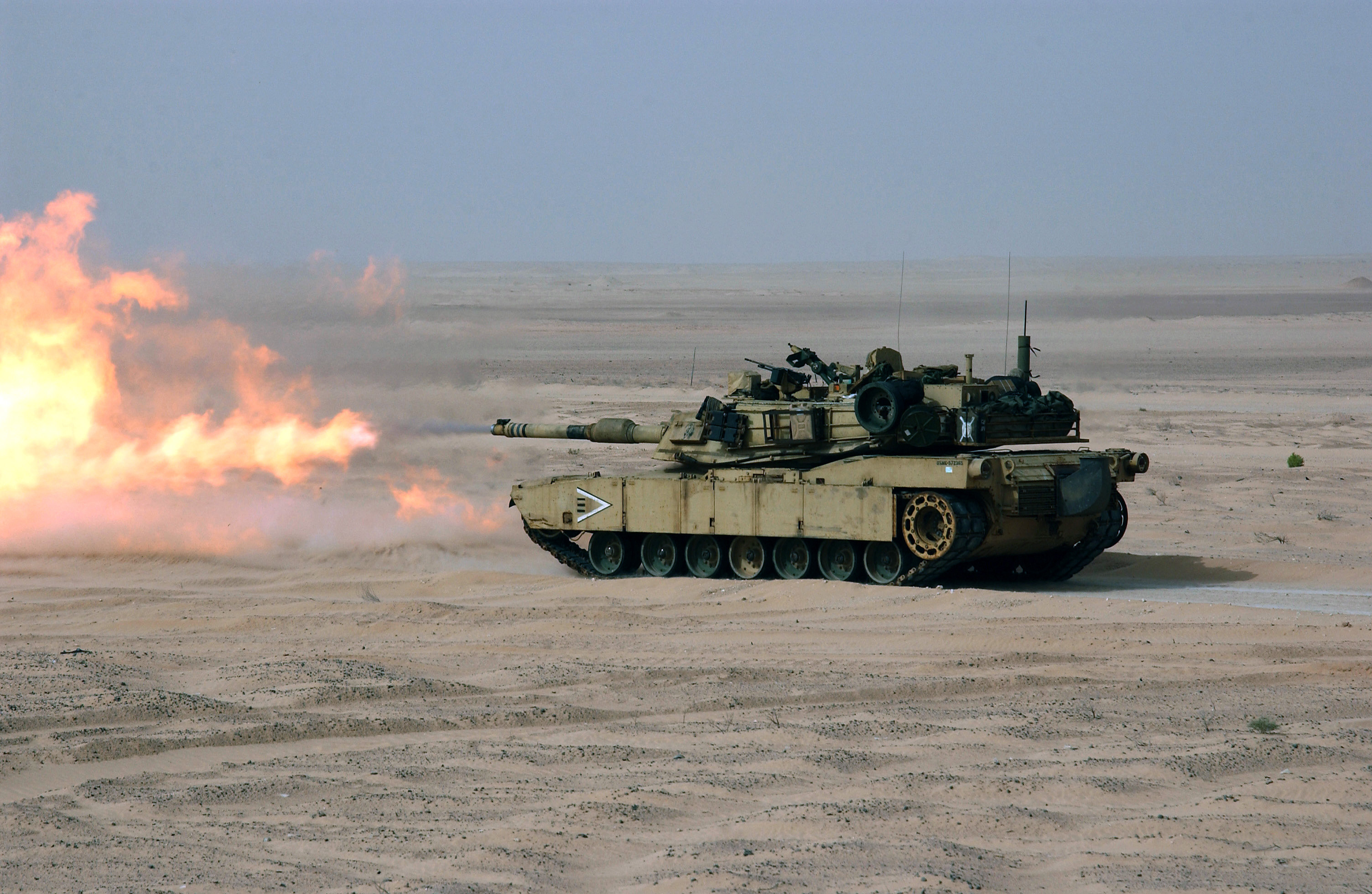
M1A1 Abrams веде вогонь з гармати. 2003

#### Основне озброєння
Нарізна гармата M68A1
Основним озброєнням оригінальної моделі M1 була стабілізована у двох площинах 105-мм нарізна танкова гармата М68А1 (модернізований варіант британської L7). У боєкомплект входили 55 унітарних снарядів з металевою гільзою 5 видів: бронебійні оперені підкаліберні з піддоном М735, що відділяється, М774, М833, М900, кумулятивні снаряди М456А1 і М456А2, бронебійно-фугасний М393А2, з готовими стрілоподібними вражаючими елементами М494 і димовий М416 (на основі білого фосфору). Дальність ефективного вогню M68A1 до 3 км, але за межами цієї дистанції 105-мм снаряду не вистачає кінетичної енергії для ураження сучасних варіантів броні. Основна частина боєкомплекту до гармати (44 унітарних пострілу з 55) розміщена в ізольованому відсіку кормової частини башти. Останні постріли зберігаються в ізольованому відсіку в корпусі танка (8 штук) і в броньованому контейнері на полиці башти перед заряджальником (три).
M256 гладкоствольна гармата
Основним озброєнням M1A1 і M1A2 є 120 мм гладкоствольна танкова гармата M256A1 завдовжки 44 калібри (L/44), розроблена німецькою фірмою Rheinmetall AG, що виготовлений за ліцензією в Сполучених Штатах. M256A1 є варіантом 120 мм гармати L/44 Rheinmetall, що встановлена на німецьких Leopard 2 на всіх варіантах до Leopard 2A5. Leopard 2A6 має замість L/44 більший ствол L/55.
M256A1 здатна вести вогонь різними типами снарядів. До боєкомплекту входять унітарні снаряди з гільзою, що частково згорає: бронебійні оперені підкаліберні з піддоном М829, що відділяється, М829А1, М828А2, М829А3, кумулятивний М830, підкаліберний кумулятивно-осколковий М830А1, підкаліберний бетонобойно-фугасний М908, з готовими кульковими уражаючими елементами М1028. «Абрамс» використовує ручний навантажувач боєприпасів. Четвертий член екіпажу танка на «Абрамс» також забезпечує додаткову підтримку для обслуговування та інші завдання.
Новий 120-мм протипіхотний картечний снаряд M1028 був введений в експлуатацію після вторгнення 2003 року в Ірак. Він містить 1098 9,5-мм вольфрамових кульок, які викликають летальний ефект на відстані до 600 метрів. Цей снаряд може використовуватися для знищення противника, що спішився, у засідках, у міських кварталах, дефіле, зупинки атаки та контратаки піхоти, а також підтримки своїх військ, що наступають, шляхом постановки загороджувального вогню. Картечний снаряд також високоефективний у проробленні проломів для піхоти у цегляних та шлакоблокових стінах, а також у залізобетонних стінах на відстанях до 75 метрів.

#### Додаткове озброєння
Танк Abrams має три кулемети:
- 12,7-мм M2HB кулемет перед люком командира. На М1, M1IP і M1A1, кулемет встановлений на башті і може керуватися дистанційно за допомогою прицілу з 3-кратним збільшенням, в той час як його люки закриті для захисту екіпажу. На M1A2 і M1A2SEP, командир повинен вести стрільбу вручну.[джерело?] У комплекті TUSK замість M2HB може встановлюватися гранатомет Mk 19.
- 7,62-мм кулемет M240 перед навантажувальним люком на боковій кулеметній установці. Деякі з них були оснащені захисними щитами під час тривалого конфлікту в Іраку, а також приладами нічного бачення для ведення вогню у умовах низької видимості.
- Другий 7,62-мм спарений кулемет M240 встановлюється праворуч від гармати. Спарений кулемет діє через центральний комп'ютер системи керування вогнем, що використовується для гармати[45].
- Додатково може обладнуватися другим 12,7-мм спареним кулеметом M2HB може бути встановлений безпосередньо над гарматою у комплекті платформи TUSK.
- Додатково може бути оснащений замість 7,62-мм спареного кулемету кулеметною установкою M134 Minigun.

В армії США, як і у попередні роки, екіпаж «Абрамса» зазвичай зберігає гвинтівки M16 або карабіни M4 всередині башти, на випадок якщо екіпаж зобов'язаний буде покинути танк у потенційно небезпечних умовах, в той же час члени екіпажу забезпечені особистим пістолетом M9. Під час операції «Свобода Іраку» деякі екіпажі були також оснащені одноразовими протитанковими гранатометами AT4.

#### Система керування вогнем

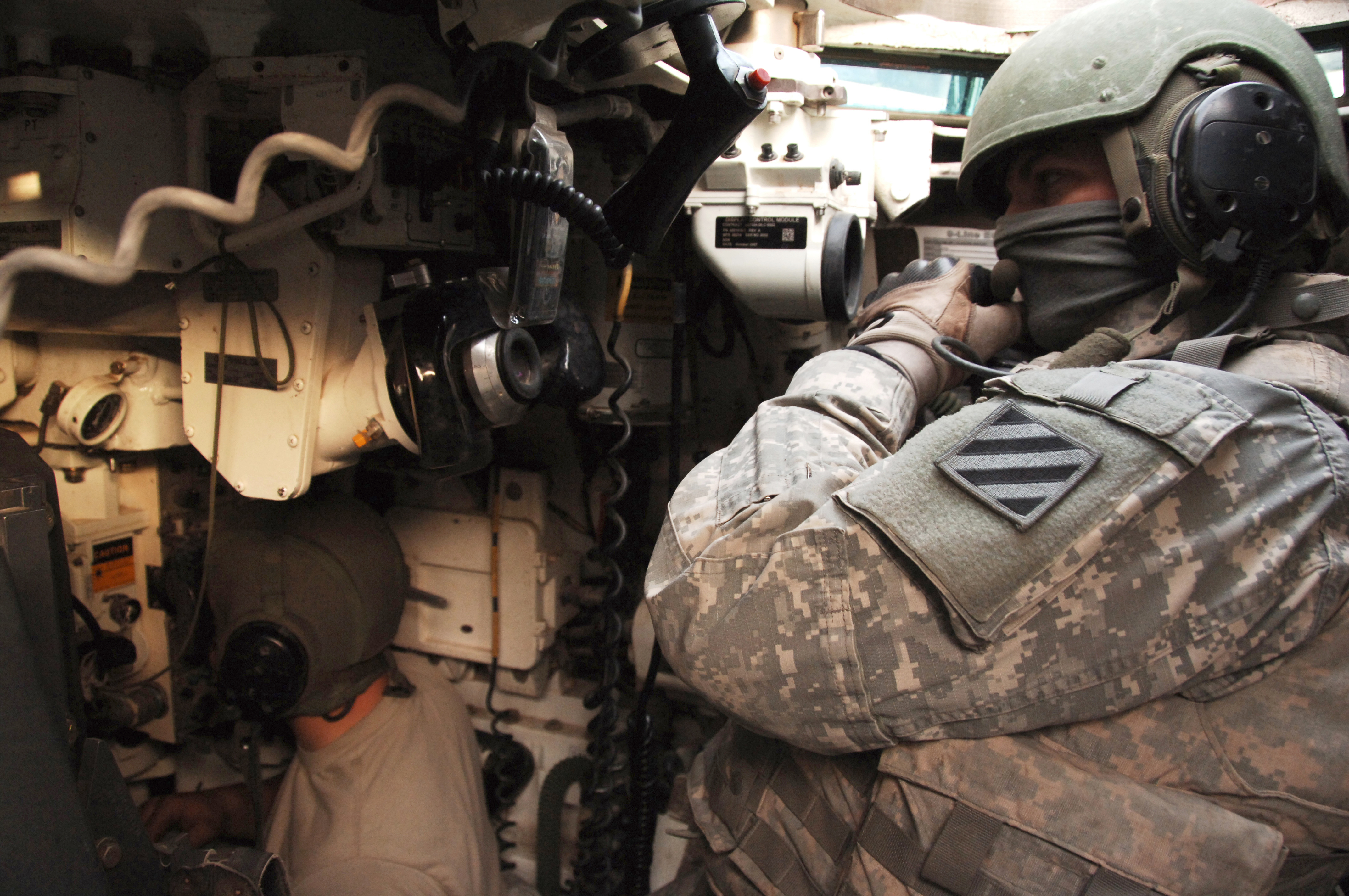
Башта танка «Абрамс» обладнаного системою захисту в місті (TUSK). Війна в Іраку. Багдад, грудень 2007

«Абрамс» оснащений балістичною системою керування вогнем, яку використовує екіпаж для обчислення, відображення даних. В основний приціл навідника GPS вбудовані лазерний далекомір і тепловізійний прилад. Денний канал має дві кратності збільшення 3× і 10×. Поле зору стабілізоване у вертикальній плоскості. Є також допоміжний телескопічний нестабілізований приціл М920 з 8-кратним збільшенням. Командир користується відведенням від основного прицілу навідника, при необхідності він може вести вогонь з гармати замість навідника. Також у командира є трикратний нестабілізований перископний приціл М938 для стрільби з 12,7-мм кулемета, встановлений в командирській башті, що обертається. Для кругового огляду по периметру командирської башточки також встановлено 6 перископів. Електронний балістичний стабілізований приціл командира CITV. Замість башточки, що обертається, встановлена нерухома з 8 перископами, що забезпечує набагато кращий круговий огляд. Приціл М938 ліквідований.
Основний приціл навідника істотно модернізований: він отримав незалежну стабілізацію в двох площинах, лазерний далекомір замінений на досконаліший, який працює на вуглекислому газі. Також тепловізійний прилад нічного бачення встановлений у механіка-водія (замість ЕОП).
Система підготовки даних для стрільби обчислює ці дані для підготовки рішення для навідника. Ці балістичні рішення забезпечують влучення більше ніж у 95 відсотках пострілів у номінальному діапазоні. Або командир або навідник може стріляти з гармати. У разі збою або пошкодження системи керування, основна гармата та спарений кулемет можуть використовуватися резерву автономну гідравлічну систему. Управління баштою та наведення гармати може здійснюватися шляхом використання ручних приводів та руків'їв у разі, якщо система керування вогнем або гідравлічна система не спрацювала.

### Мобільність

#### Тактична мобільність
На танку M1 Абрамс встановлений газотурбінний двигун потужністю 1500 к.с. (1100 кВт) марки Honeywell AGT 1500, і шестиступеневою (чотири вперед, два назад) автоматичною коробкою передач Allison X-1100-3B, який розвиватиме максимальну швидкість 72 км/год на дорожньому покритті та 48 км/год по бездоріжжю. З вимкненим регулятором ходу двигуна, швидкість може сягати до 97 км/год на поліпшеній поверхні, однак екіпаж схильний до підвищеного ризику отримати травми на швидкостях вище 72 км/год. Бак для системи живлення паливом влаштований навколо всього двигуна; двигун може працювати на дизельному паливі, гасі, моторному бензині будь-якої марки, паливі для реактивних двигунів JP-4 або JP-8; армія США використовує авіаційне паливо марки JP-8 з метою спрощення логістики. Австралійські танкові війська на M1A1 AIM SA використовують дизельне паливо, це дешевше і робить практичний сенс для австралійської військової логістики.

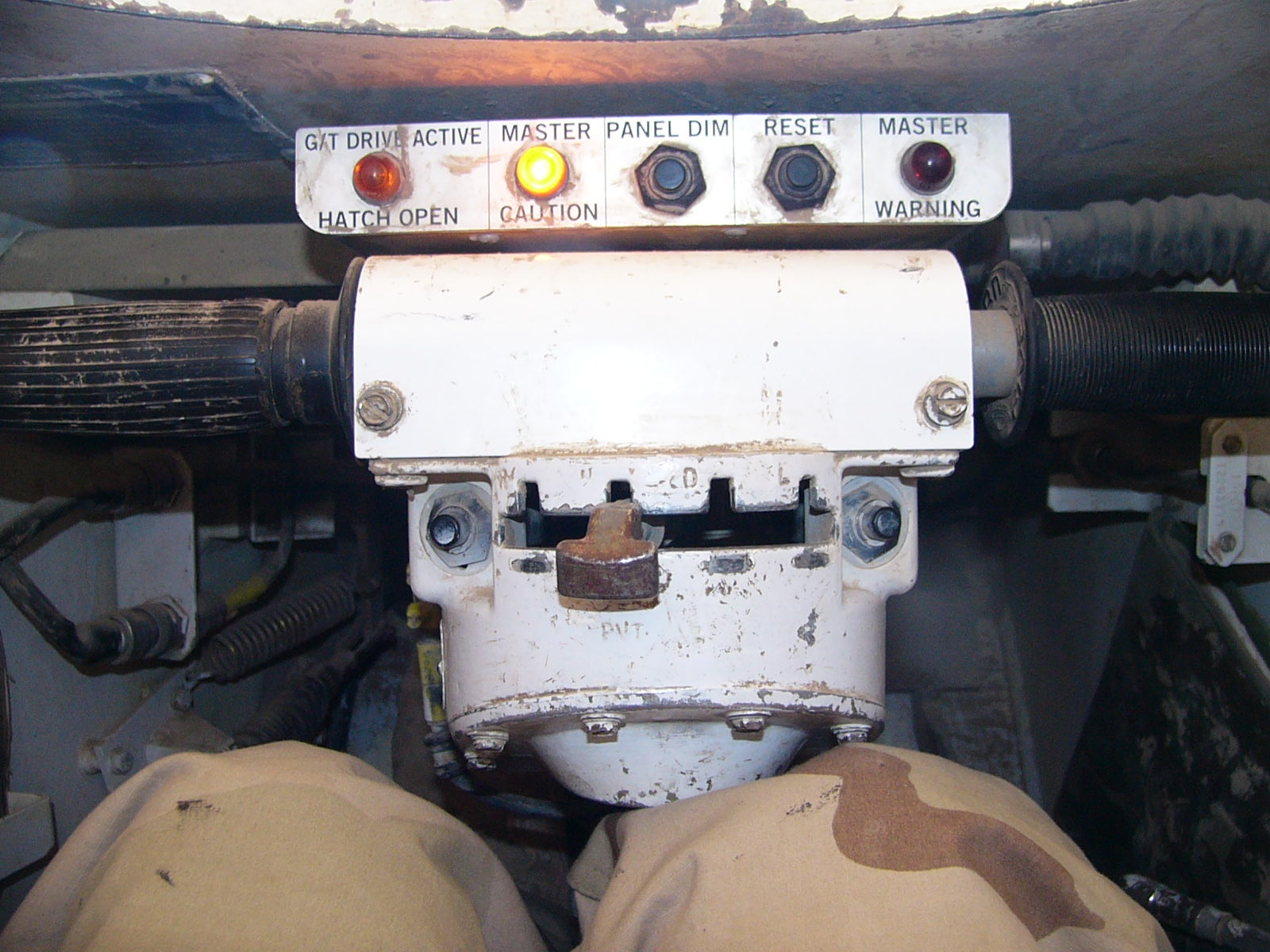
Система управління танком з місця механіка-водія

Після війни в Іраку, армія США почали дослідницькі роботи щодо заміни газотурбінного двигуна AGT 1500 через надмірне споживання палива цим типом двигуна. Газотурбінний двигун забезпечує краще прискорення, але споживає у два рази більше палива, ніж дизельний. Газотурбінний двигун легший, ніж дизельний, але займає додатковий простір і потребує більших паливних баків для задоволення потреб витрати пального на однакову дистанцію. Вперше це стало проблемою у війні в Перській затоці, коли танкова дивізія була обмежена у швидкості просування в наступі через її потреби заправлятися зі спеціальних автомобілів.
Газотурбінні двигуни виявилися цілком надійними у використанні та в бойових умовах, але їхня надмірна витрата палива є серйозною проблемою логістики (тільки запуск турбіни споживає близько 38 л палива). Двигун спалює більше ніж 3,8 галонів палива на милю руху (890 л/100 км) та 45 л на годину роботи в холостому режимі. Висока швидкість та висока температура струменів, що випускаються з кормової частини танків M1 «Абрамс», робить важким для піхоти використовувати затінення танка у міських боях. Турбіна працює дуже тихо, у порівнянні з дизельними двигунами аналогічної потужності і звук значно відрізняється від сучасного дизельного двигуна танка, знижуючи звукову відстань, завдяки чому «Абрамс» отримав прізвисько «шепіт смерті».

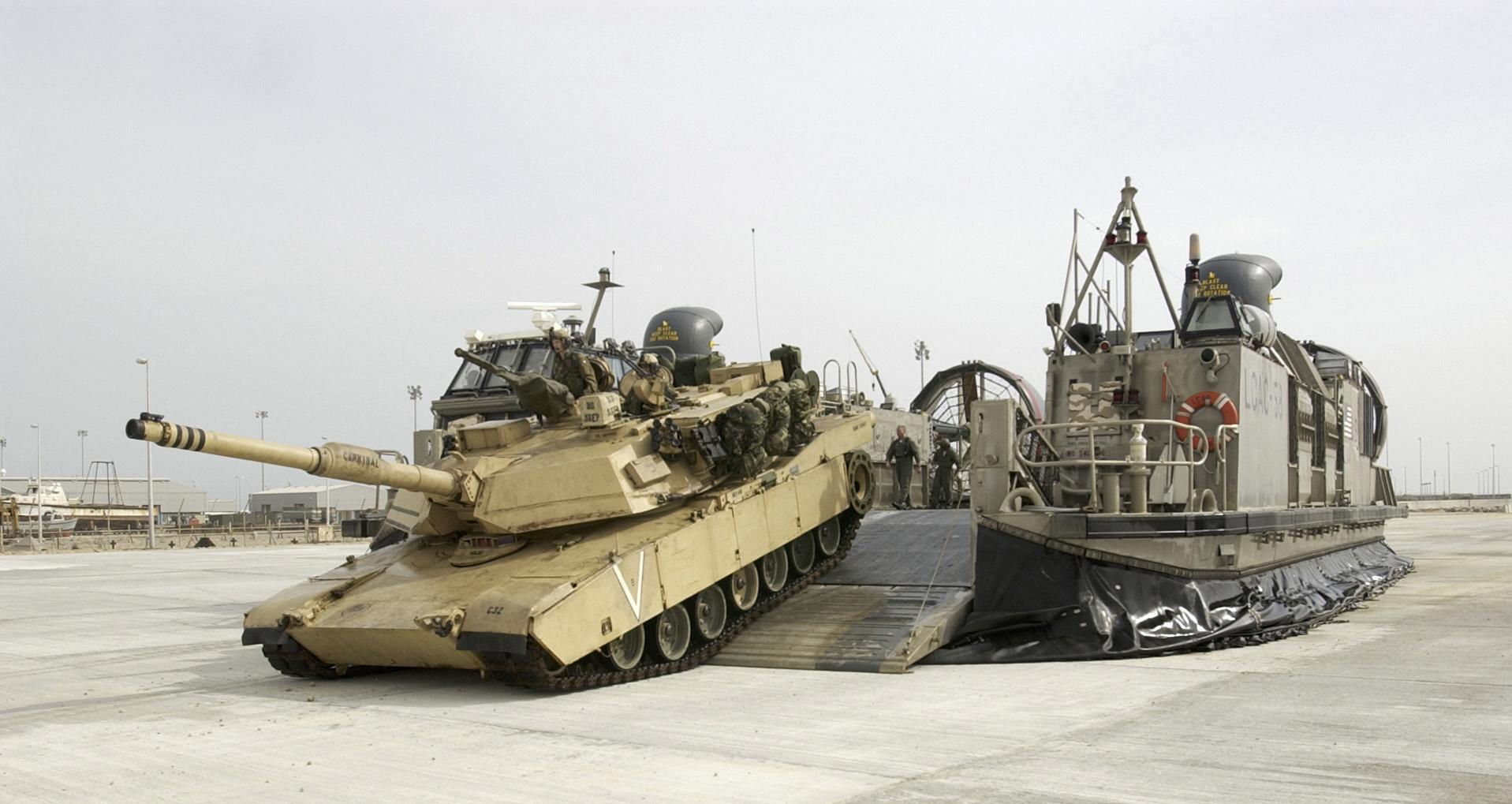
Розвантаження танків M1A1 «Абрамс» з морського транспорту

Компанія «Honeywell» розробила інший газотурбінний двигун сумісно з General Electric для програми XM2001 Crusader, який повинен був замінити двигуни AGT-1500 танків Абрамс. Новий двигун LV100-5 легший і менший (43 % менше деталей) з швидким прискоренням, тихіше працює і без видимих вихлопних газів. Він також має 33 % зниження витрати палива (50 % менше в холостому режимі) і вже готовий на заміну Однак, у зв'язку з закриттям програми XM2001 Crusader, подальша розробка двигуну також була відкладена, проте нова Програма передбачає подальший розвиток саме двигунів LV100-5 і заміна ними поточних AGT-1500.
Хоча танк не призначений для перевезення десанту нагорі, деякі інновації передбачають можливість Абрамс для транспортування військ як танкового десанту з вимкненою системою стабілізації башти. Піхотне відділення в бойових умовах може їздити на танку, позаду кормової частини башти. Солдати можуть використовувати мотузки і ремінне устаткування, забезпечуючи кріплення для себе та оснащення. У випадку бойового контакту, танк забезпечує прикриття, щоб дозволити піхоті спішитися.

#### Стратегічна мобільність
Стратегічна мобільність танків полягає в здібності своєчасно прибути у визначений регіон. «Абрамс» може перекидатися повітрям військово-транспортними літаками C-5 Galaxy або C-17 Globemaster III. Обмежені можливості літаків (два боєздатних танки в С-5, один танк в C-17) викликали серйозні проблеми матеріально-технічного забезпечення при розгортанні танків під час першої війни в Перській затоці, хоча часу для перевезення 1 848 танків морським шляхом було достатньо.
«Абрамс» також перевозиться вантажівками, а саме важким транспортером M1070, який може транспортувати танк по шосе, другорядних дорогах, та по перетятій місцевості. Він також вміщує 4 членів екіпажу танка.

## Варіанти та модифікації

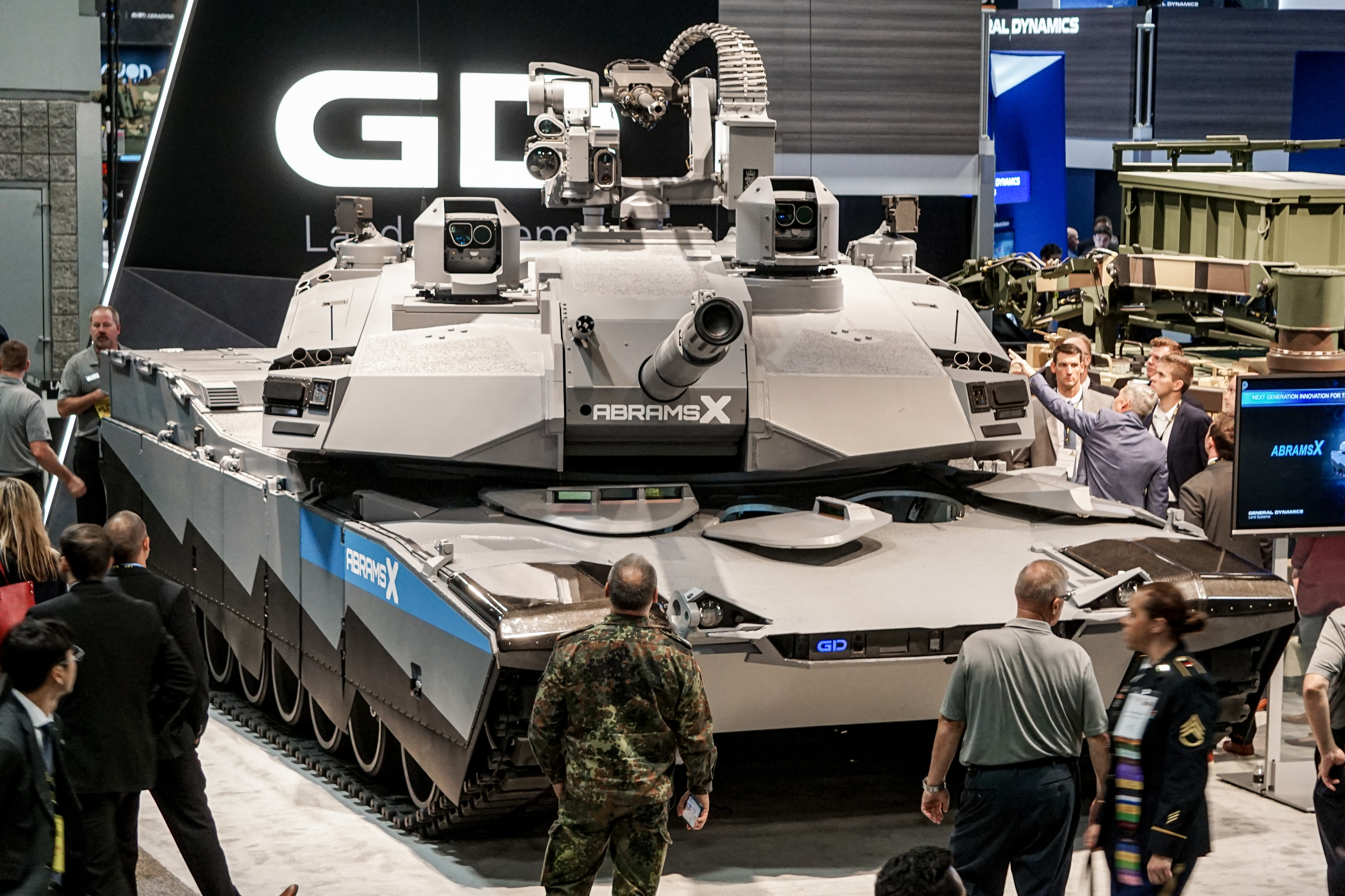
Abrams X на AUSA 2022

- XM1: експериментальна модель. 9 зразків вироблено у 1978.
- M1: Перший прийнятий на озброєння варіант. Виробництво розпочалося у 1979 та тривало до 1985 (3 273 танків створено для США);
  - M1IP «поліпшена версія» (англ. Improved Performance): Вироблявся короткий термін у 1984 напередодні випуску M1A1. (894 екземплярів створено для США). Посилено лобове бронювання корпусу і башти (рівень M1А1), модернізована підвіска і трансмісія, введений електро спуск ЗПУ
- M1A1: Виробництво розпочалося у 1985 та тривало до 1992. (4 976 екземплярів створено для армії США, 221 для КМП, 755 для Єгипту, 59 M1A1 AIM SA продано до Австралії).
  - M1A1HA «посилена броня» (англ. Heavy Armor): Встановлена перша версія броні зі збідненим ураном.
  - M1A1HC «посилене обладнання» (англ. Heavy Common): обладнання другої версії броні зі збідненим ураном.
  - M1A1D «цифровий» (англ. Digital): удосконалена система бойового управління M1A1HC, до рівня M1A2SEP, вироблено для 2 танкових батальйонів.
  - M1A1AIM v.1 «інтегроване управління Абрамсу» (англ. Abrams Integrated Management): модернізація раніше побудованих танків. Тепловізор другого покоління для навідника, безпечний для очей лазерний далекомір, тепловізійний прилад спостереження для механіка-водія, система управління військами FBCB2, телефон для зв'язку з піхотою.
  - M1A1AIM v.2/M1A1 SA  (англ. Situational Awareness): удосконалення до рівня AIM v.1 танків та 3-тя генерація броні зі збідненим ураном.
    - M1A1 SA-UKR офіційне позначення США для варіантів M1A1SA, надане Україні через програму Foreign Military Sales.

  - M1A1FEP (англ. Firepower Enhancement Package): удосконалення до рівня AIM v.2 для морської піхоти.
  - M1A1KVT (англ. Krasnovian Variant Tank): M1A1 симуляція танків радянського виробництва для використання на Національному тренувальному центрі ЗС США.
  - M1A1M: експортний варіант для армії Іраку[56].
- М1А2 (основний): Виробництво розпочалося у 1992 (77 побудовано для США та більш ніж 600 M1 удосконалено до рівня M1A2, 315 для Саудівської Аравії, 218 для Кувейту). Автономний тепловізійний панорамний приціл командира, новий приціл навідника із стабілізацією в двох площинах і безпечним для очей далекоміром, нова командирська башточка з 8 перископами (замість 6), тепловізійний прилад спостереження для механіка-водія, бойова система IVIS, з інформаційним-керуванням. Посилене бронювання. Боєкомплект 42 постріли до гармати.
  - M1A2 SEP (англ. System Enhancement Package) — кілька поколінь модернізації (SEP v2, SEP v3, SEP v4).
  - M1A2K — спеціальна модифікація для армії Кувейту[57].
- M1E3: 6 вересня 2023 року армія США оголосила про скасування запланованого варіанту M1A2 SEPv4 і про те, що ресурси будуть перенаправлені на розробку нового варіанту танка Abrams під назвою M1E3[58]. Новий варіант включатиме модульну архітектуру відкритих систем і буде легшим та більш живучим на полі бою. Очікується, що цей варіант отримає позначення M1A3 після прийняття на озброєння[59]. Доповідь Армійської наукової ради під назвою «Незалежна оцінка поля бою 2040 року та її вплив на бойову машину п’ятого покоління», яка, за повідомленнями, вплинула на керівництво армії щодо створення цієї програми, рекомендує 7—8 програму вартістю $2,9 млрд для розробки «бойової машини п’ятого покоління»[60] з запропонованими можливостями, включаючи[58]: гібридний електропривід, автомат заряджання з новою основною гарматою, сучасні боєприпаси, такі як маневрові гіперзвукові снаряди та протитанкові керовані ракети, що запускаються з гармати, інтегрований бронезахист, покращені можливості командування, контролю та мережевої взаємодії, застосування штучного інтелекту, здатність до співпраці з роботизованими машинами, засоби маскування для зниження теплових та електромагнітних сигнатур машини.

### Прототипи
- TTB (англ. Tank Test Bed — танкова випробувальна платформа) — прототип 1983 року з баштою без екіпажу, 3 члени екіпажу в броньованій капсулі в передній частині танка[61].
- CATTB (англ. Component Advanced Technology Test Bed) — експериментальний варіант 1987—1988 років з 140-мм гладкоствольною гарматою, посиленим бронюванням та іншими змінами[62].
- Abrams X  — демонстратор технологій, презентований в жовтні 2022 року[63], перехідний етап між M1A2 SEPv3 та SEPv4 до танка наступного покоління армії США[64]. Заявляється, що танк має зменшену вагу та безлюдну башту з новою гарматою, автоматом заряджання, туреллю з 30-мм гарматою Kongsberg Protector RS6. За рахунок гібридної силової установки потужність зможе налаштовуватись від 750 до 1500 к.с., при цьому танк споживатиме на 50 % менше палива за того ж операційного радіусу, що й серійні танки, а також отримає можливість малошумного руху на низьких швидкостях і звукове маскування. Машина оснащена камерами з 360° оглядом, комплексом активного захисту Trophy та має елементи штучного інтелекту[64][65].

Компанія-виробник також розробляла варіанти заміни силової установки на дизельний двигун. Так, наприклад, наприкінці 1990-тих був створений прототип для Туреччини з дизельним двигуном MTU V12 MT-883 та трансмісією RENK.

### Спеціалізовані машини
- M1 Grizzly Combat Mobility Vehicle (CMV) — броньована інженерна машина[67][68]
- M1 Panther II — опціонально радіокерована інженерна машина розгородження[69]
- M104 Wolverine — важкий мостоукладальник[70]
- M1 Armored Recovery Vehicle — броньована ремонтно-евакуаційна машина
- M1150 Assault Breacher Vehicle — штурмова інженерна машина розгородження

## Тактико-технічні характеристики
| ТТХ модифікації M1                                      |                                             |                                             |                                             |                                           |                                           |                                           |
|                                                         | M1                                          | M1IP                                        | M1A1                                        | M1A1HA                                    | M1A2                                      | M1A2SEP                                   |
| Основні характеристики                                  |                                             |                                             |                                             |                                           |                                           |                                           |
| Бойова маса, т                                          | 55,7                                        | 57,0                                        | 61,3                                        | 62,1                                      | 63,0                                      |                                           |
| Довжина з гарматою, м                                   | 9,77                                        | 9,77                                        | 9,83                                        | 9,83                                      | 9,83                                      |                                           |
| Ширина, м                                               | 3,66                                        | 3,66                                        | 3,65                                        | 3,65                                      | 3,65                                      | 3,65                                      |
| Висота, м                                               | 2,89                                        | 2,89                                        | 2,89                                        | 2,89                                      | 2,89                                      | 2,89                                      |
| Бронювання                                              |                                             |                                             |                                             |                                           |                                           |                                           |
| Тип комбінованої броні                                  |                                             |                                             |                                             |                                           |                                           |                                           |
| Еквівалентна товщина лоба корпусу, мм                   | 600                                         | 650                                         | 650                                         | 650                                       | 650                                       | 650                                       |
| Еквівалент по стійкості лобової броні корпусу (БПС), мм | 370                                         | 450                                         | 450                                         | 450                                       | 450                                       | 450                                       |
| Борта корпусу, мм                                       | 57 (25 до МТВ)                              | 57 (25 до МТВ)                              | 57 (25 до МТВ)                              | 57 (25 до МТВ)                            | 57 (25 до МТВ)                            | 57 (25 до МТВ)                            |
| Еквівалент по стійкості лобової броні башти (БПС), мм   | 450                                         | 500                                         | 500                                         | 580                                       |                                           |                                           |
| Борта башти                                             |                                             |                                             |                                             |                                           |                                           |                                           |
| Корма башти                                             |                                             |                                             |                                             |                                           |                                           |                                           |
| Дах, мм                                                 | 70                                          | 70                                          | 70                                          | 70                                        | 70                                        | 70                                        |
| Днище                                                   |                                             |                                             |                                             |                                           |                                           |                                           |
| Озброєння                                               |                                             |                                             |                                             |                                           |                                           |                                           |
| Гармата                                                 | 105-мм M68A1                                | 105-мм M68A1                                | 120-мм M256                                 | 120-мм M256                               | 120-мм M256                               |                                           |
| Прицільній комплекс навідника                           |                                             |                                             |                                             |                                           |                                           |                                           |
| Прицільний комплекс командира                           |                                             |                                             |                                             |                                           |                                           |                                           |
| Система керування вогнем                                |                                             |                                             |                                             |                                           |                                           |                                           |
| Кулемети                                                | 1 × 12,7-мм M2HB 2 × 7,62-мм M240           | 1 × 12,7-мм M2HB 2 × 7,62-мм M240           | 1 × 12,7-мм M2HB 2 × 7,62-мм M240           | 1 × 12,7-мм M2HB 2 × 7,62-мм M240         | 1 × 12,7-мм M2HB 2 × 7,62-мм M240         | 1 × 12,7-мм M2HB 2 × 7,62-мм M240         |
| Боєкомплект, пострілів / 12,7-мм / 7,62-мм набоїв       | 55 / 900 / 11 400                           | 55 / 900 / 11 400                           | 40 (з них 17 першої черги) / 900 / 11 400   | 40 (з них 17 першої черги) / 900 / 11 400 | 40 (з них 17 першої черги) / 900 / 11 400 | 40 (з них 17 першої черги) / 900 / 11 400 |
| Силова установка та маневреність                        |                                             |                                             |                                             |                                           |                                           |                                           |
| Двигун                                                  | ГТД Avco Lycoming AGT-1500 1500 (1232) к.с. | ГТД Avco Lycoming AGT-1500 1500 (1232) к.с. | ГТД Avco Lycoming AGT-1500 1500 (1232) к.с. |                                           |                                           |                                           |
| Питома потужність, к.с./т                               | 27,6 (22,6)                                 | 27,1 (22,3)                                 | 25,5 (20,9)                                 |                                           |                                           |                                           |
| Максимальна швидкість по шосе, км/год                   | 72                                          | 72                                          | 67                                          | 67                                        | 67                                        | 67                                        |
| Середня швидкість по перетятій місцевості, км/год       |                                             |                                             |                                             |                                           |                                           |                                           |
| Запас ходу по шосе, км                                  | 440                                         | 440                                         | 465                                         |                                           |                                           |                                           |
| Запас ходу по перетятій місцевості, км                  |                                             |                                             |                                             |                                           |                                           |                                           |
| Питомий тиск на ґрунт, кг/см²                           | 0,93                                        | 0,95                                        | 1,01                                        |                                           |                                           |                                           |
| Рів, що долається, м                                    | 2,74                                        | 2,74                                        | 2,74                                        |                                           |                                           |                                           |
| Стінка, що долається, м                                 | 1,24                                        | 1,24                                        | 1,24                                        |                                           |                                           |                                           |
| Брід, що долається, м                                   | 1,22 (2,29 з ОПВТ)                          | 1,22 (2,29 з ОПВТ)                          | 1,22 (2,29 з ОПВТ)                          | 1,22 (2,29 з ОПВТ)                        | 1,22 (2,29 з ОПВТ)                        | 1,22 (2,29 з ОПВТ)                        |

## Оператори

Країни-оператори танків M1 «Абрамс»

- Австралія — Армія Австралії: 27 M1A2 SEPv3 на озброєнні, станом на 2025 рік[101].  59 M1A1 AIM перебувало на озброєнні, станом на 2024 рік[102]. Придбані у США у 2006 році для заміни Leopard AS1[103].
- Єгипет — Армія Єгипту: 1130 M1A1 на озброєнні, станом на 2025 рік[104]. Танки спільного виробництва США та Єгипту[105].
- Ірак — Армія Іраку близько 100 M1A1, станом на 2025 рік[106]. 22 танки армії США виділені для тренування танкових екіпажів іракської армії[56][107][108][109]. Перші 11 поставлені в серпні 2010[110].
- Тайвань — придбано 108 танків M1A2T[111]. Перші два Абрамси прибули на Тайвань в вересні 2022 року[112].
- Кувейт — Армія Кувейту: 218 M1A2K на озброєнні, станом на 2025 рік[113][114].
- Марокко — Королівська армія Марокко: 222 M1A1 SA на озброєнні, станом на 2025 рік[115].
- Саудівська Аравія — Сухопутні війська Саудівської Аравії: близько 575 M1A2S на озброєнні, станом на 2025 рік[116][117].
- США — Армія США та Корпус морської піхоти США: 4140 танків «Абрамс» різної модифікації. Близько 540 M1A1 SA, близько 1410 M1A2 SEPv2 та близько 690 M1A2 SEPv3 на озброєнні. Більше 1500 M1A1/M1A2 на зберіганні, станом на 2025 рік[118].
- Польща — 116 танків M1A1 на озброєнні, станом на 2025 рік[119]. В 2021 році уклала договір на закупівлю 250 танків M1A2 SEPv3[120]
- Україна — близько 20 танків M1A1 SA-UKR Abrams на озброєнні, станом на 2025 рік[121]. У 2023 році США розпочала передачу танків M1A1 SA-UKR[122]. Станом на 17 жовтня 2023 року всі анонсовані танки (31 одиниця) надійшли до України[123]. 17 жовтня 2024 року Австралія анонсувала передачу ЗСУ 49 M1A1 Abrams з власного арсеналу[124].

### Польща
Угода на придбання 250 танків M1A2 Abrams у версії SEPv3 була підписана 5 квітня 2022 року міністром національної оборони Польщі. Вартість контракту — 4,75 млрд дол, крім власне танків передбачається постачання броньованих ремонтно-евакуаційних машин M88A2 Hercules та мостоукладальників M1110 Joint Assault Bridge, а також логістичного та навчального комплекту, тренажерів та боєприпасів. Контракт розповсюджується на три типи боєприпасів: підкаліберний KEW-A1, кумулятивний M830A1 MP-T та програмований боєприпас XM1147. Перші 28 машин планували передати польським Збройним силам наприкінці 2022 року для організації навчального процесу, загалом постачання має бути завершене у 2026 році. Танки отримає на озброєння 18-та механізована дивізія, яка на 2022 рік мала в своєму активі Leopard 2A5/2PL (1-ша бронетанкова бригада в Весолі) і танки Т-72 у двох батальйонах 19-ї механізованої бригади.

### Україна
25 січня 2023 року Президент США Джозеф Байден повідомив про придбання в інтересах України 31 танка M1A2 Abrams (чисельність танкового батальйону в українській армії). Закупівля мала відбуватися в межах «Ініціативи зі сприяння безпеці України» (USAI). Сполучені Штати також мали подбати про навчання танкових екіпажів, технічного персоналу, і передати 8 ремонтно-евакуаційних машин M88 та інше обладнання, необхідне для експлуатації танків. Початково повідомлялось, що танки надійдуть у модифікації M1A2 з експортним варіантом бронювання, тобто без вмісту збідненого урану.
21 березня 2023 року стало відомо, що замість танків M1A2 SEP v2 будуть передані модифікації М1А1. Точна версія танків не була названа.
За одними даними, це можуть бути модифікації M1A1 SA або M1A1 FEP, які експлуатуються в армії США та Корпусі морської піхоти США. Версії M1A1 SA та FEP дуже схожі між собою й головними рисами машин є повне оновлення систем прицлювання, включно із тепловізійним прицілом кулемета, який відіграє роль командирської панорами, інформаційною тактичною системою FBCB2 та оновленим бронюванням (у версії SA трохи відрізняється від FEP).
За словами Пата Райдера, будуть взяті «корпуси» M1A1, ремонт й обладнання яких буде здійснюватись за кошт програми USAI, і за ці роботи General Dynamics отримає 400 млн доларів за 31 машину.
Наприкінці травня 2023 року перша група з близько 400 українських військовослужбовців розпочала навчання в Німеччині на полігонах Графенвер і Гоенфельс з експлуатації та обслуговування танків M1 «Абрамс».
6 вересня 2023 року, згідно заяви Пентагону, США оголосили про новий пакет військової допомоги Україні на 175 млн доларів, до якого вперше ввійдуть боєприпаси зі збідненим ураном для танків «Абрамс».
Станом на 17 жовтня 2023 року всі анонсовані танки (31 одиниця) надійшли до України разом з українськими екіпажами, що пройшли навчання.
У січні 2024 року стало відомо, що Україна отримала динамічний захист ARAT M19.
23 лютого 2024 року 47-ма бригада вперше продемонструвала широкому загалу факт застосування танка M1 «Абрамс» на Авдіївському напрямку.
Комплектація українських M1A1 SA дещо відмінна від стандартної, зокрема, танк важить 57,2 тонни проти 62,2 в американській комплектації. Танки отримали кільця для ведучих котків, як на ранніх «Абрамсах», що мають запобігати злету гусениці. Допоміжна силова установка має потужність 2 кВт, старіша за 3-кііловатну установку на M1A1 FEP. В іншому танк має всі основні сучасні риси, як і FEP, що включають дистанційний бойовий модуль командира та сучасні прицільні пристрої. Деякі танки отримали також протидронові решітки на башті та додатковий динамічний захист «Контакт-1» на лобі корпусу.
16 жовтня 2024 року міністр оборонної промисловості Австралії Пет Конрой оголосив, що Австралія передасть Україні танки M1A1 SA в межах нового пакета військової допомоги. Планується передача 49 танків «Абрамс», які австралійська армія знімає з озброєння. 19 травня 2025 року президент України Володимир Зеленський повідомив, що австралійські M1A1 вже використовуються Україною на фронті та допомагають захищати державу. 19 липня 2025 року Уряд Австралії офіційно передав ЗСУ першу партію танків M1A1 Abrams.

## У культурі
- В ММО-грі War Thunder представлені M1 Abrams, M1IPM, M1A1 як танки VII рангу й M1A2, M1A2 SEP та M1A2 SEPv2  VIII рангу. Також присутні M1 KVT та іменний M1A1 «Click-Bait» як преміум танки VII рангу.
- В серії стратегій Wargame представлені різні модифікації M1 Abrams.
- В серії шутерів від першої особи Battlefield представлені різні модифікації M1 Abrams.
- В серії шутерів від першої особи Call of Duty представлені різні модифікації M1 Abrams.
- В серії тактичних шутерів Arma представлені різні модифікації M1 Abrams.
- В тактичному шутері Squad представлений M1A2 Abrams.
- В стратегії Call to Arms представлені різні модифікації M1 Abrams як основний танк.
- В стелс-екшн серії Metal Gear представлені різні модифікації M1 Abrams. M1A1 Abrams зустрічається як бос у Metal Gear Solid.

А також в багатьох відеоіграх про сучасні або гіпотетичні конфлікти.

## Галерея

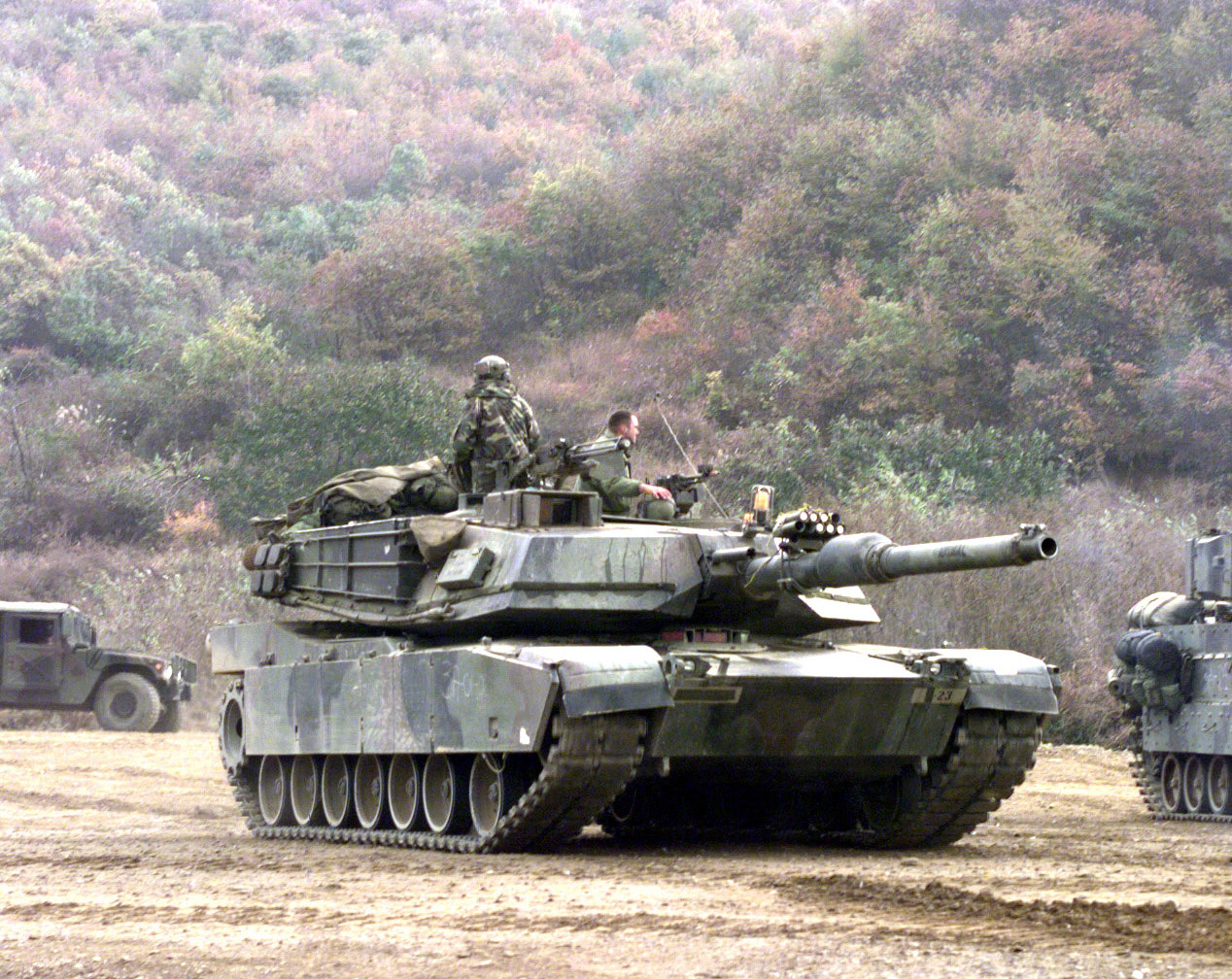
M1A1 на навчаннях в Південній Кореї, 1998
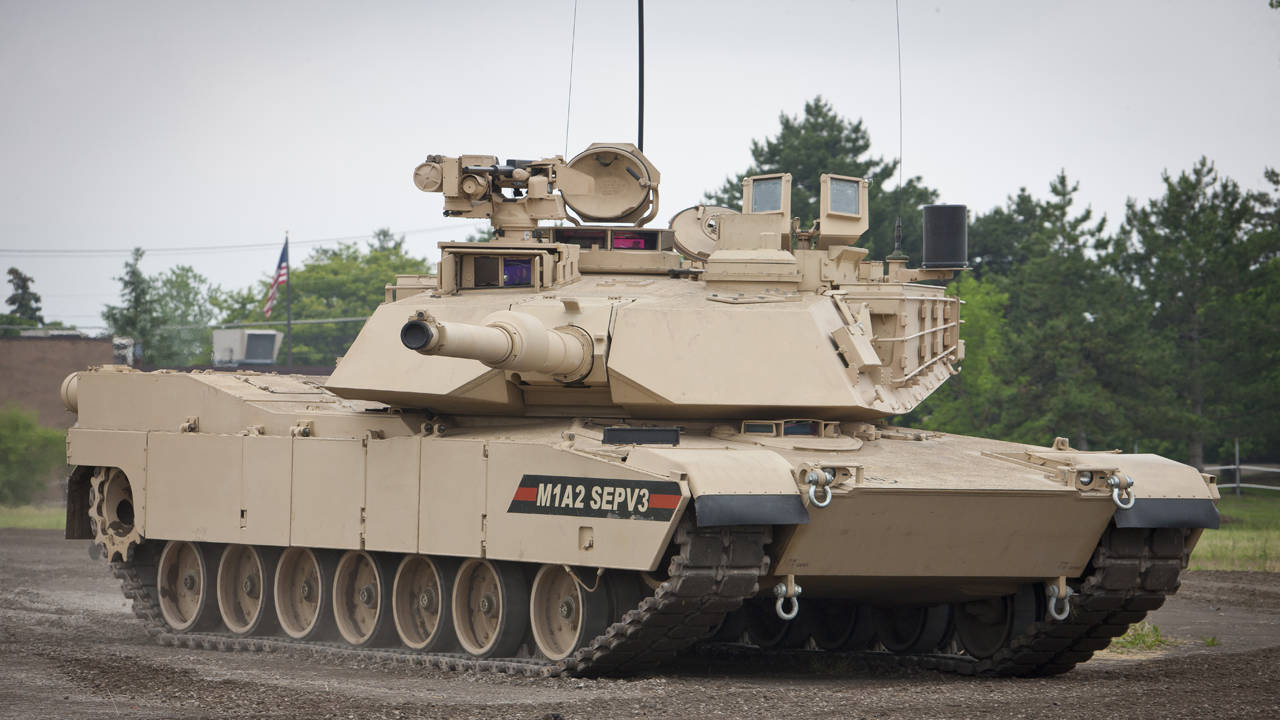
M1A2, модернізований за програмою SEPv3
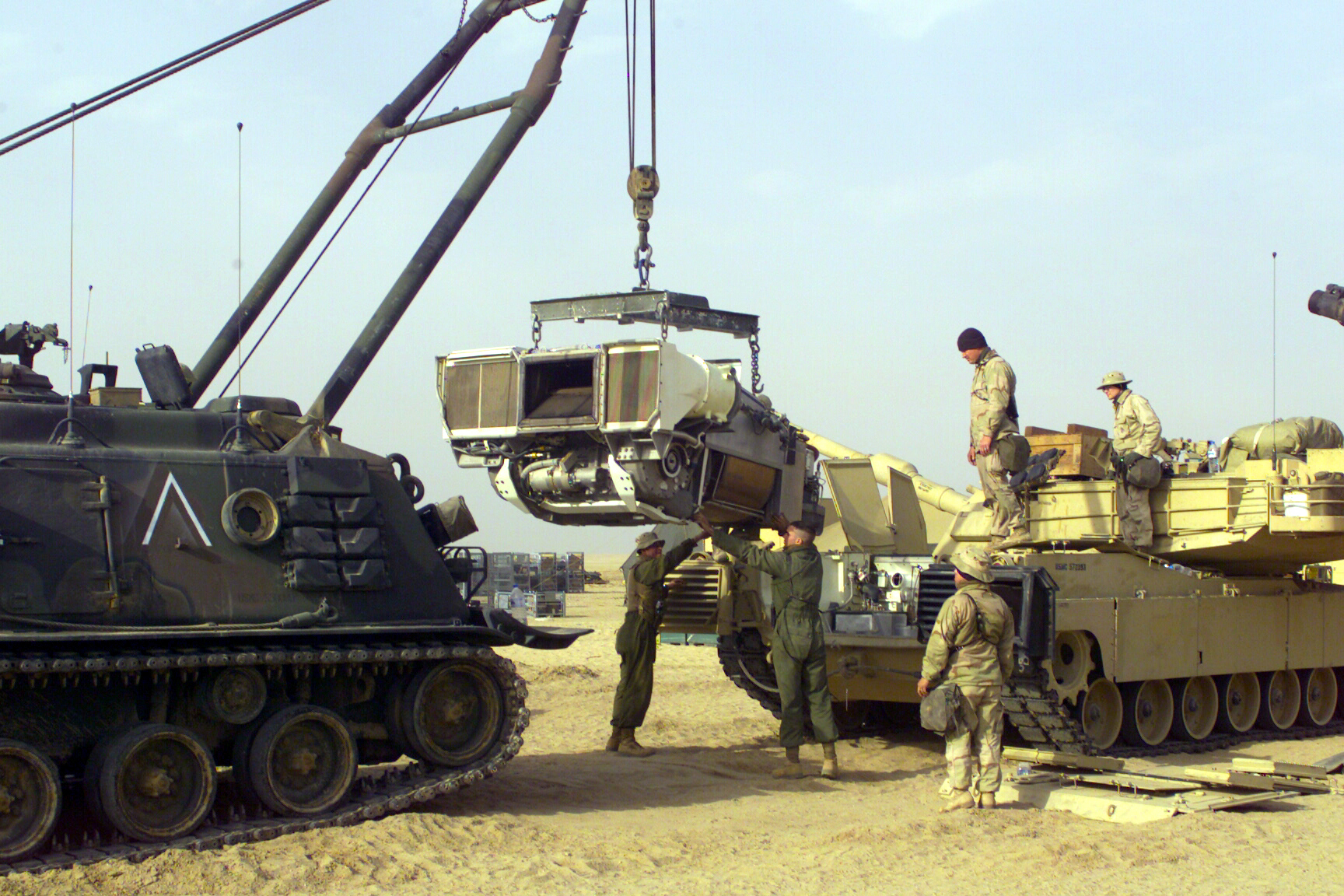
Морські піхотинці здійснюють заміну газотурбінного двигуна, Кувейт, лютий 2003
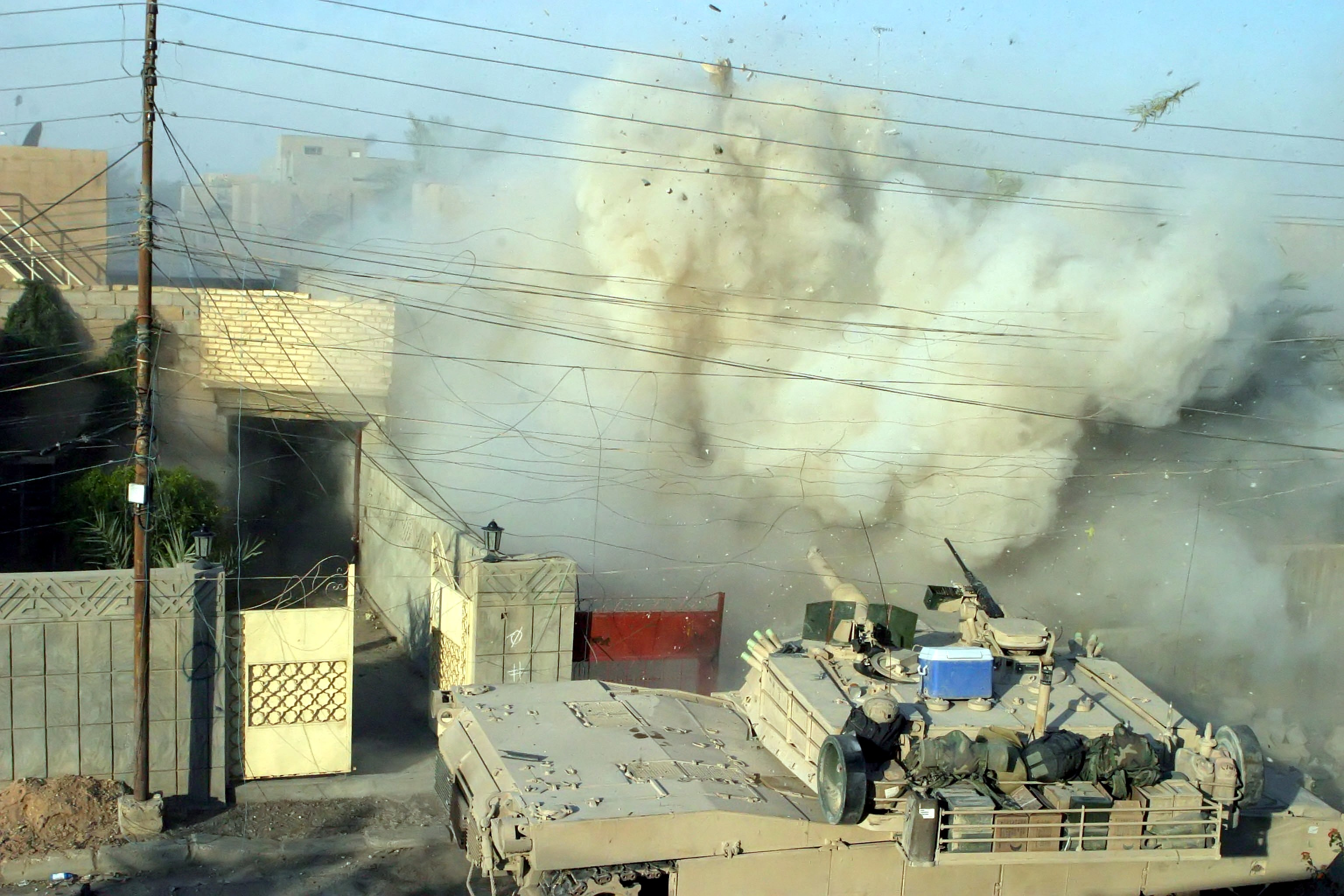
M1A1 Abrams веде вогонь з гармати по будинку в ході боротьби з повстанцями у Фаллуджі, Друга битва при Ель-Фаллуджі. Ірак, 2004
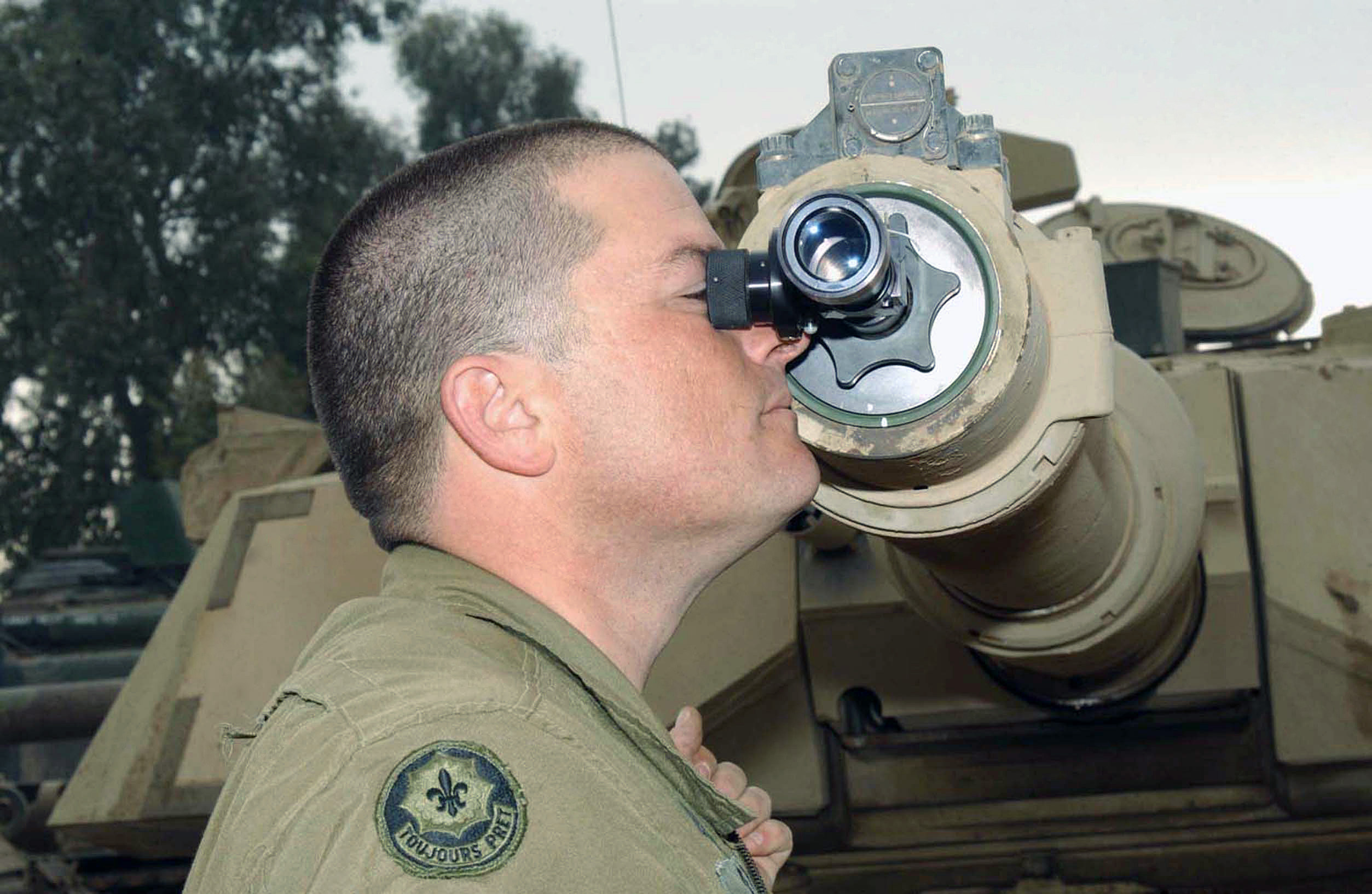
Перевірка регулювань гармати на M1A1 в Мосулі, Ірак в січні 2005 року.
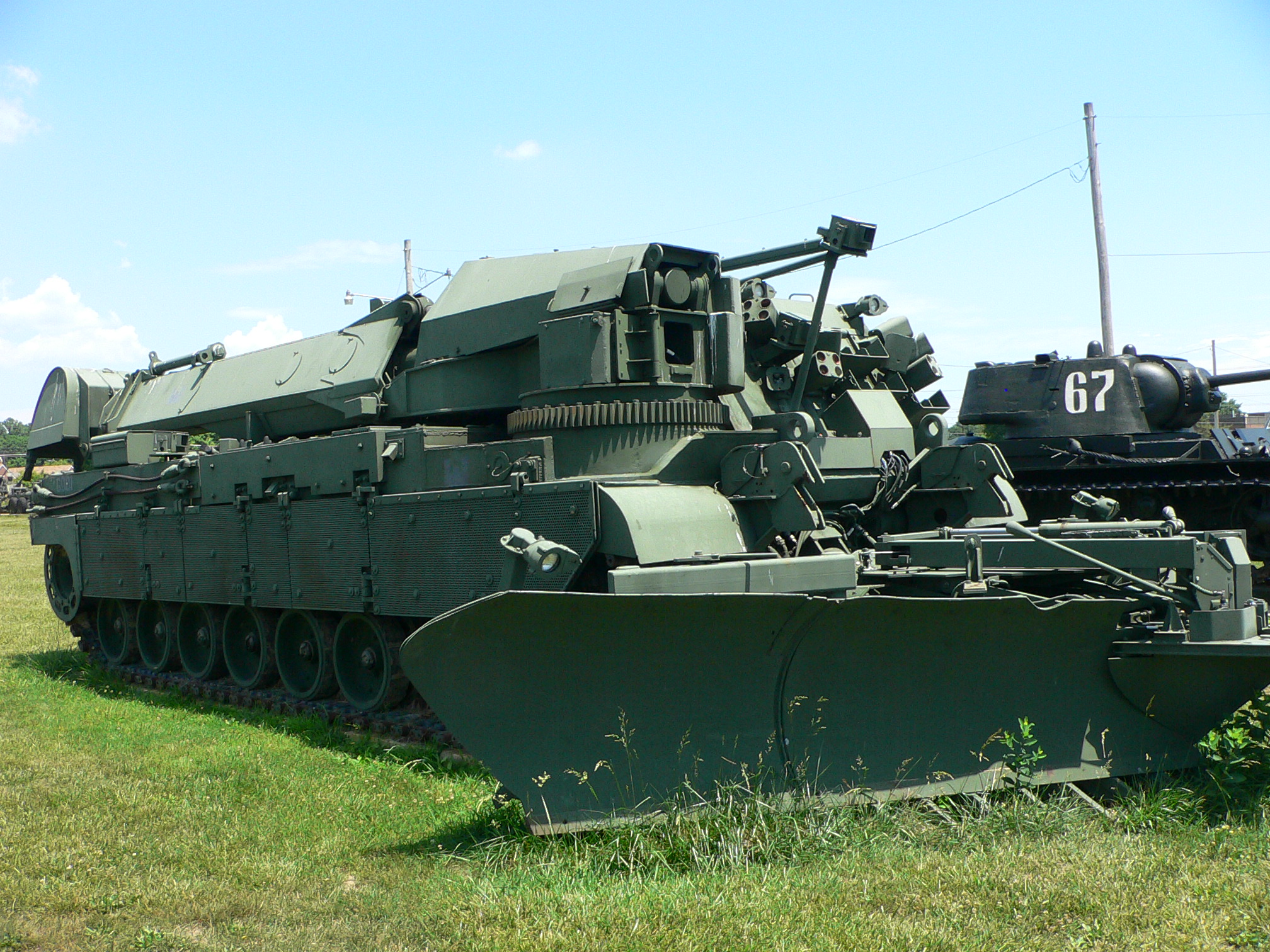
Броньована інженерна машина Grizzly Combat Mobility Vehicle (CMV)
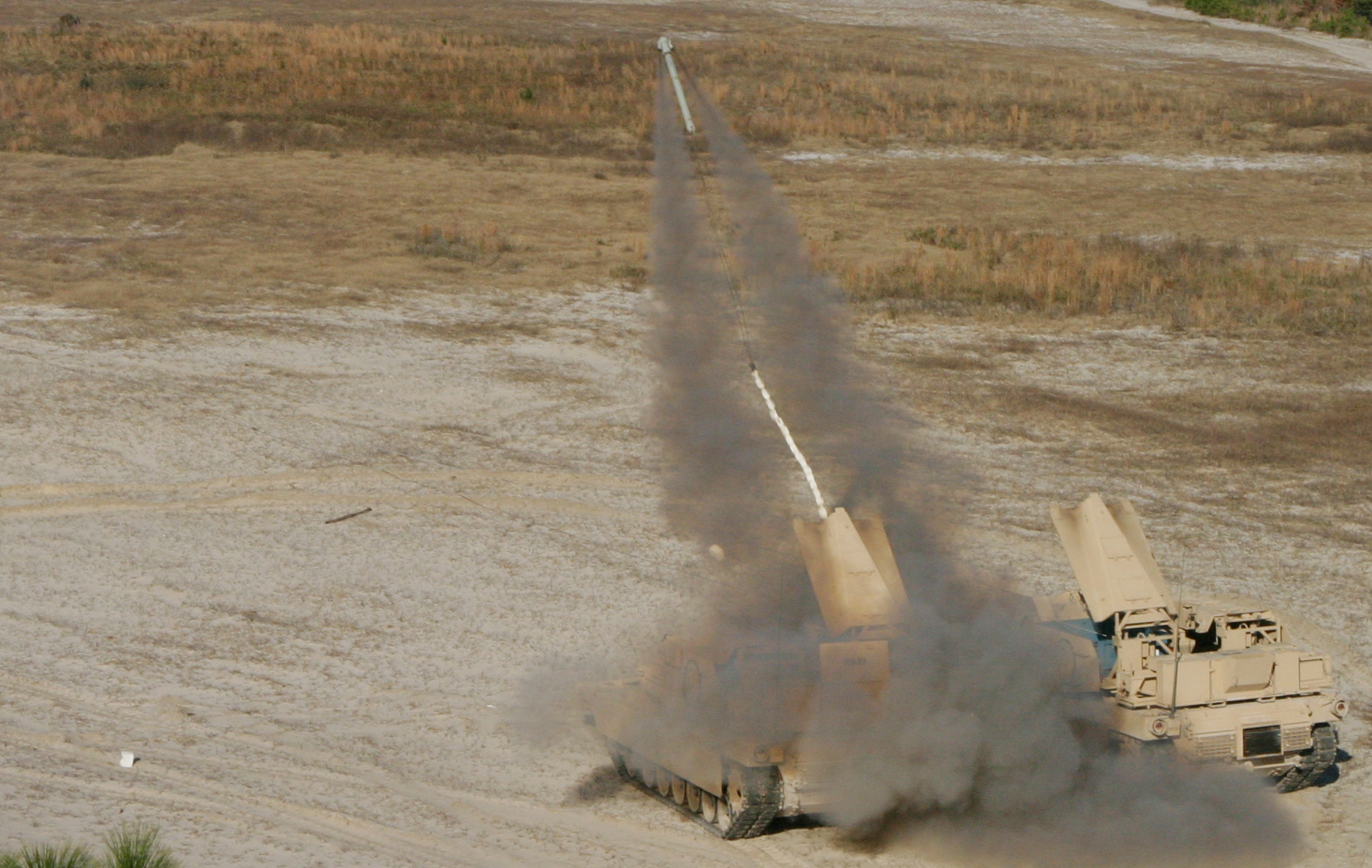
Запуск заряду для розмінування з машини Assault Breacher Vehicle
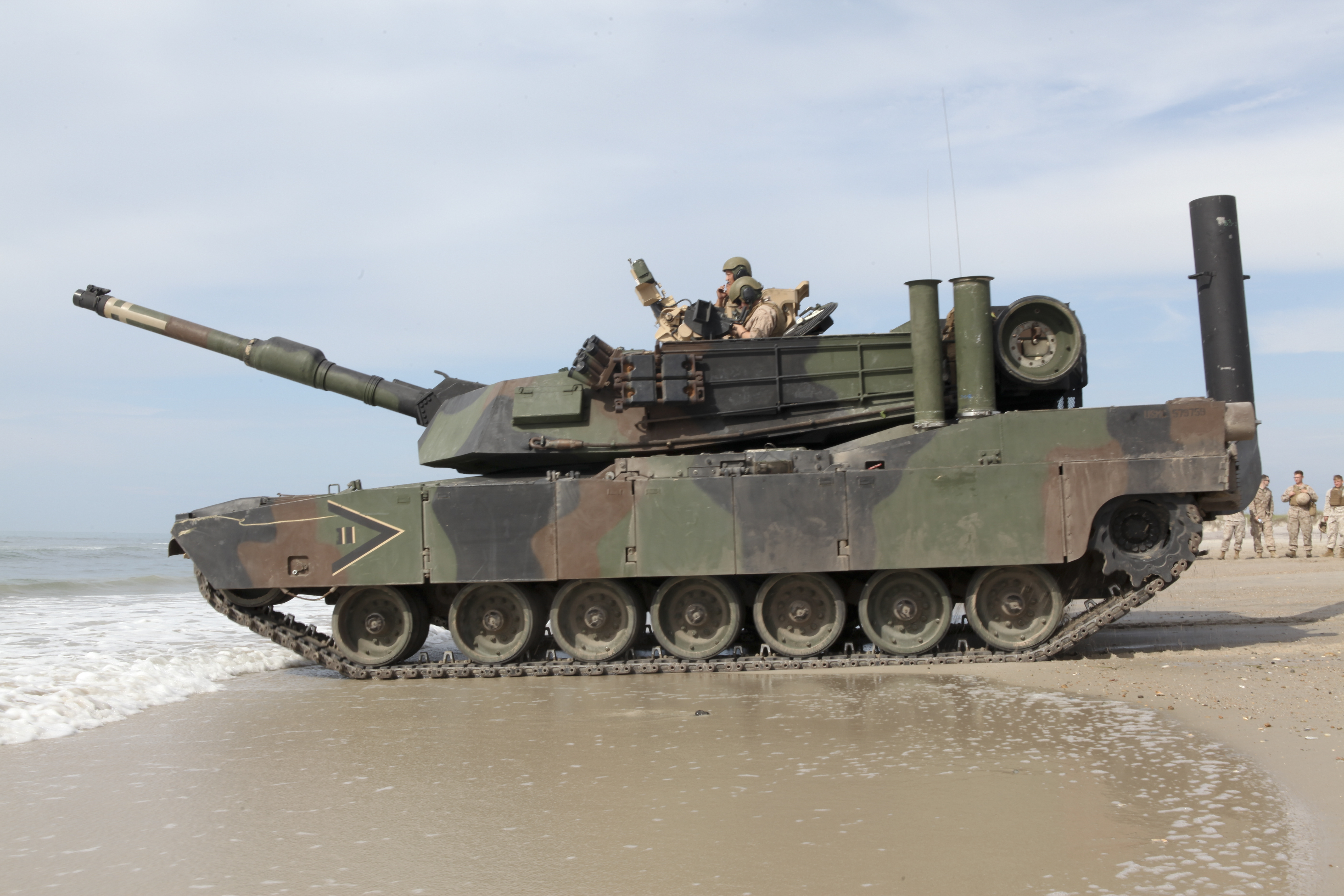
З обладнанням для підводного водіння
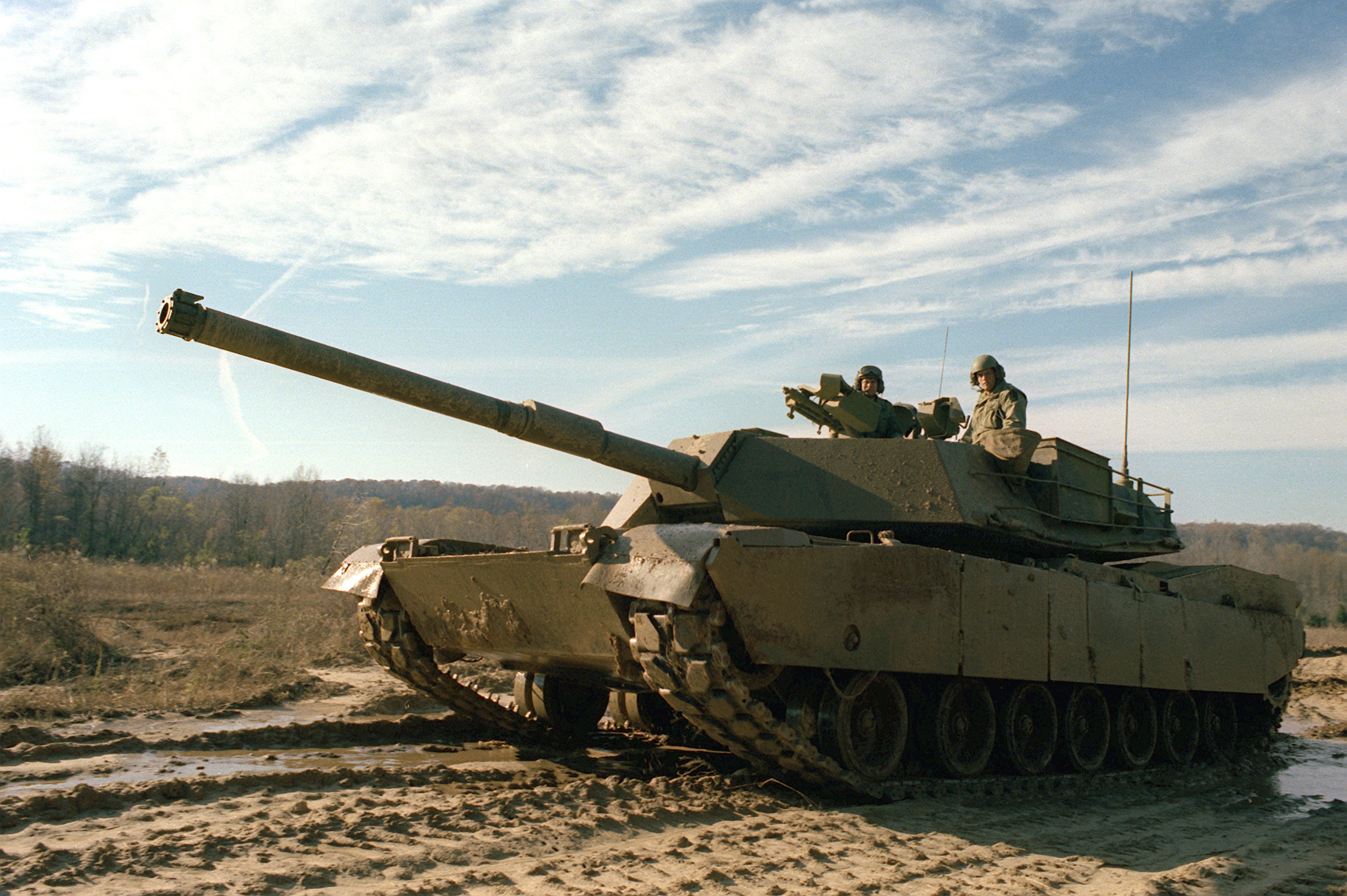
XM1 Abrams на випробуваннях в 1979
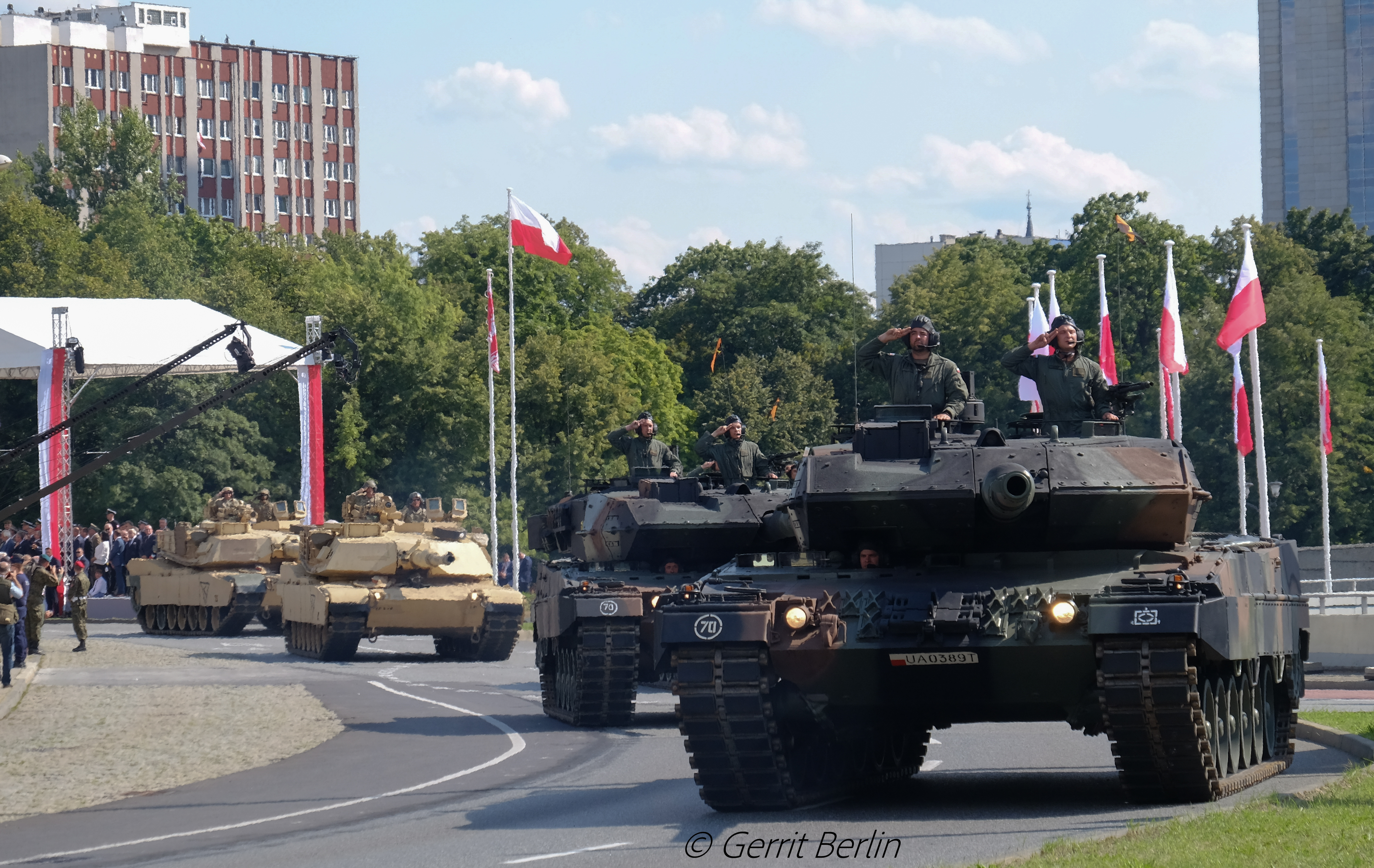
Військовий парад в Варшаві на День Війська польського в 2019, присутні Leopard 2A5 (передній план) та M1A2 Abrams

## Відео
- Anatomy of an Abrams Tank Part 1 [Архівовано 1 січня 2012 у Wayback Machine.]
- Anatomy of an Abrams Tank Part 2 [Архівовано 13 грудня 2015 у Wayback Machine.]
- How does a Tank work? — M1A2 Abrams [Архівовано 29 квітня 2022 у Wayback Machine.] — YouTube, 9:48 хв.
- 47-ма бригада показала кадри бойової роботи M1A1 Abrams по Авдіївському коксохіму. Мілітарний.

## Головнітактико-технічні характеристикисучаснихосновних бойових танків
| Тактико-технічні характеристики сучасних основних бойових танків | Тактико-технічні характеристики сучасних основних бойових танків                            | Тактико-технічні характеристики сучасних основних бойових танків | Тактико-технічні характеристики сучасних основних бойових танків       |
| ---------------------------------------------------------------- | ------------------------------------------------------------------------------------------- | ---------------------------------------------------------------- | ---------------------------------------------------------------------- |
| {\displaystyle M}                                                | Бойова маса (загальна вага танка в бойовому стані) в тоннах                                 | {\displaystyle V}                                                | Максимальна швидкість (по шосе) в кілометрах на годину                 |
| {\displaystyle L}                                                | Довжина (загальна довжина танка з гарматою вперед) в міліметрах                             | {\displaystyle L_{k}}                                            | Запас ходу по шосе (без встановлення додаткових баків) в кілометрах    |
| {\displaystyle L^{w}}                                            | Ширина (від гусениці до гусениці, без бортових екранів) в міліметрах                        | {\displaystyle B}                                                | Кількість пострілів з основної гармати                                 |
| {\displaystyle H}                                                | Висота (по даху башти) в міліметрах                                                         | {\displaystyle C}                                                | Калібр основної гармати в міліметрах                                   |
| {\displaystyle W}                                                | Потужність силової установки (двигуна) танка в кінській силі                                | На озброєнні                                                     | Рік прийняття на озброєння першої моделі                               |
| {\displaystyle N}                                                | Питома потужність (відношення потужності {\displaystyle W} до маси {\displaystyle M} танка) | Активний захист                                                  | Відсутність чи наявність систем активного захисту (APS)                |
| {\displaystyle E}                                                | Екіпаж танка (чоловік)                                                                      | Динамічний захист                                                | Відсутність чи наявність систем динамічного захисту (ERA, NxRA, SLERA) |

| Порівняння ТТХ сучасних основних бойових танків | Порівняння ТТХ сучасних основних бойових танків | Порівняння ТТХ сучасних основних бойових танків | Порівняння ТТХ сучасних основних бойових танків | Порівняння ТТХ сучасних основних бойових танків | Порівняння ТТХ сучасних основних бойових танків | Порівняння ТТХ сучасних основних бойових танків | Порівняння ТТХ сучасних основних бойових танків | Порівняння ТТХ сучасних основних бойових танків | Порівняння ТТХ сучасних основних бойових танків | Порівняння ТТХ сучасних основних бойових танків | Порівняння ТТХ сучасних основних бойових танків | Порівняння ТТХ сучасних основних бойових танків | Порівняння ТТХ сучасних основних бойових танків | Порівняння ТТХ сучасних основних бойових танків | Порівняння ТТХ сучасних основних бойових танків |
| Список можна сортувати. Натисніть назву колонки яку потрібно відсортувати. Клацніть знову, щоб змінити порядок сортування. Оновіть сторінку щоб відновити до початкового виду. | Список можна сортувати. Натисніть назву колонки яку потрібно відсортувати. Клацніть знову, щоб змінити порядок сортування. Оновіть сторінку щоб відновити до початкового виду. | Список можна сортувати. Натисніть назву колонки яку потрібно відсортувати. Клацніть знову, щоб змінити порядок сортування. Оновіть сторінку щоб відновити до початкового виду. | Список можна сортувати. Натисніть назву колонки яку потрібно відсортувати. Клацніть знову, щоб змінити порядок сортування. Оновіть сторінку щоб відновити до початкового виду. | Список можна сортувати. Натисніть назву колонки яку потрібно відсортувати. Клацніть знову, щоб змінити порядок сортування. Оновіть сторінку щоб відновити до початкового виду. | Список можна сортувати. Натисніть назву колонки яку потрібно відсортувати. Клацніть знову, щоб змінити порядок сортування. Оновіть сторінку щоб відновити до початкового виду. | Список можна сортувати. Натисніть назву колонки яку потрібно відсортувати. Клацніть знову, щоб змінити порядок сортування. Оновіть сторінку щоб відновити до початкового виду. | Список можна сортувати. Натисніть назву колонки яку потрібно відсортувати. Клацніть знову, щоб змінити порядок сортування. Оновіть сторінку щоб відновити до початкового виду. | Список можна сортувати. Натисніть назву колонки яку потрібно відсортувати. Клацніть знову, щоб змінити порядок сортування. Оновіть сторінку щоб відновити до початкового виду. | Список можна сортувати. Натисніть назву колонки яку потрібно відсортувати. Клацніть знову, щоб змінити порядок сортування. Оновіть сторінку щоб відновити до початкового виду. | Список можна сортувати. Натисніть назву колонки яку потрібно відсортувати. Клацніть знову, щоб змінити порядок сортування. Оновіть сторінку щоб відновити до початкового виду. | Список можна сортувати. Натисніть назву колонки яку потрібно відсортувати. Клацніть знову, щоб змінити порядок сортування. Оновіть сторінку щоб відновити до початкового виду. | Список можна сортувати. Натисніть назву колонки яку потрібно відсортувати. Клацніть знову, щоб змінити порядок сортування. Оновіть сторінку щоб відновити до початкового виду. | Список можна сортувати. Натисніть назву колонки яку потрібно відсортувати. Клацніть знову, щоб змінити порядок сортування. Оновіть сторінку щоб відновити до початкового виду. | Список можна сортувати. Натисніть назву колонки яку потрібно відсортувати. Клацніть знову, щоб змінити порядок сортування. Оновіть сторінку щоб відновити до початкового виду. | Список можна сортувати. Натисніть назву колонки яку потрібно відсортувати. Клацніть знову, щоб змінити порядок сортування. Оновіть сторінку щоб відновити до початкового виду. |
| Танк | {\displaystyle M} | {\displaystyle L} | {\displaystyle L^{w}} | {\displaystyle H} | {\displaystyle W} | {\displaystyle N} | {\displaystyle E} | {\displaystyle V} | {\displaystyle L_{k}} | {\displaystyle B} | {\displaystyle C} | На озброєнні | Динамічний захист | Активний захист | Джерела |
| --- | --- | --- | --- | --- | --- | --- | --- | --- | --- | --- | --- | --- | --- | --- | --- |
| БМ «Оплот» Україна | 51 | 9720 | 3400 | 2285 | 1200 | 24,7 | 3 | 70 | 400 | 46 | 125 | 2009 | «Дуплет» | «Варта» | 12 |
| Т-90С Росія | 46,5 | 9530 | 3370 | 2280 | 1000 | 21,5 | 3 | 60 | 450 | 42 | 125 | 2005 | так | «Штора-1» | 1 2 |
| Leopard 2A6M Німеччина | 62,5 | 10970 | 3030 | 2640 | 1500 | 24,0 | 4 | 68 | 500 | 42 | 120 | 2004 | так | «MUSS» | 1 2 |
| Merkava Mark IV Ізраїль | 65 | 9040 | 3720 | 2660 | 1500 | 23,0 | 4 | 64 | 500 | 48 | 120 | 2003 | «LAHAT» | «Trophy» | 1 2 |
| Abrams M1A2SEP США | 63 | 9830 | 3650 | 2370 | 1500 | 23,8 | 4 | 68 | 426 | 48 | 120 | 2000 | «ARAT» | «AN/VLQ-6 MCD» | 1 2 3 |
| РТ-91А Польща | 45,3 | 9670 | 3600 | 2200 | 1000 | 21,8 | 3 | 60 | 480 | 42 | 125 | 2010 | «ERAWA» | «OBRA-3» | 1 2 3 4 |
| Leclerc Франція | 54,5 | 9870 | 3710 | 2530 | 1500 | 27,52 | 3 | 72 | 500 | 40 | 120 | 1992 | так | н/д | 1 2 |
| Challenger 2 Велика Британія | 62,5 | 11500 | 3500 | 2490 | 1200 | 19,2 | 4 | 56 | 450 | 52 | 120 | 2002 | так | н/д | 1 2 |
| K1А1 (тип 88) Південна Корея | 53,1 | 9710 | 3600 | 2250 | 1200 | 22 | 4 | 65 | 500 | 32 | 120 | 2000 | н/д | ні | 1 2 3 |
| тип 99А2 КНР | 58 | 11000 | 3400 | 2250 | 1500 | 27,8 | 3 | 65 | 450 | 32 | 125 | 2000 | FY-4 | JD-3 | 1 2 |
| Arjun Mk.1 Індія | 57,6 | 10638 | 3864 | 2320 | 1400 | 23,9 | 4 | 70 | 450 | 39 | 120 | 2011 | ні | ні | 12 |
| C1 Ariete Італія | 54 | 9670 | 3420 | 2510 | 1247 | 23 | 4 | 65 | 550 | 42 | 120 | 1995 | ні | так | 1 2 |
| Al-Khalid Пакистан | 48 | 10070 | 3500 | 2400 | 1200 | 26 | 3 | 72 | 500 | 39 | 125 | 2001 | так | «Варта» | 1 2 |
| Тип 10 Японія | 44 | 9485 | 3240 | 2300 | 1200 | 27 | 3 | 70 | н\д | н\д | 120 | 2010 | н\д | н\д | 1 2 |
| Zulfiqar Іран | 36 | 7000 | 3600 | 2400 | 780 | 21,7 | 3 | 70 | 450 | н\д | 125 | 1996 | ні | ні | 1 |